# Esteban de Inglaterra
Esteban (en francés moderno, Étienne; en inglés moderno, Stephen;  c. 1092/1096-25 de octubre de 1154), también conocido como Esteban de Blois (Étienne de Blois o Stephen of Blois), fue rey de Inglaterra desde 1135 hasta su muerte, así como conde de Boulogne desde 1125 hasta 1147 y duque de Normandía desde 1135 hasta 1144. Su reinado estuvo marcado por la Anarquía, una guerra civil con su prima y rival Matilde. Fue sucedido por el hijo de Matilde, Enrique II, el primero de los reyes angevinos.
Nació en el condado de Blois en el centro de Francia; su padre, el conde Esteban II Enrique, murió mientras aún era joven, por lo que fue criado por su madre, Adela, hija de Guillermo I el Conquistador. Integrado en la corte de su tío Enrique I de Inglaterra, empezó a ganar adeptos y se le concedieron tierras extensas. Se casó con Matilde de Boulogne y heredó fincas adicionales en Kent y Boulogne, que hicieron de la pareja una de las más ricas de Inglaterra. Esteban se salvó por poco de morir ahogado con su primo Guillermo Adelin, en el hundimiento del Barco Blanco en 1120; la muerte de su primo dejó la sucesión del reino inglés en incertidumbre. Cuando Enrique I murió en 1135, cruzó rápidamente el canal de la Mancha y, con la ayuda de su hermano Enrique de Blois, poderoso eclesiástico, ascendió al trono, con la promesa de que preservar el orden en el reino tenía prioridad sobre sus juramentos anteriores de apoyar la pretensión de su prima Matilde.
Los primeros años de su reinado fueron en gran parte exitosos, a pesar de una serie de ataques a sus posesiones en Inglaterra y Normandía por parte de David I de Escocia, rebeldes galeses y su primo político Godofredo V de Anjou. En 1138, el hermanastro de Matilde, Roberto de Gloucester, se rebeló y amenazó con una guerra civil. Junto con su asesor cercano, Galerano de Beaumont, Esteban tomó medidas firmes para defender su reino, como la detención de una poderosa familia de obispos. Sin embargo, cuando Matilde y Roberto invadieron en 1139, no pudo detener la revuelta rápidamente y sus parientes se apoderaron del sudoeste de Inglaterra. Capturado en la batalla de Lincoln en 1141, fue abandonado por muchos de sus seguidores y perdió el control de Normandía. Fue liberado después que su consorte y Guillermo de Ypres, uno de sus comandantes militares, capturaron a Roberto en el tumulto de Winchester, pero la guerra se prolongó durante años sin que ninguno de los bandos pudiera obtener una ventaja.
Le preocupaba cada vez más asegurarse de que su hijo Eustaquio heredara el trono. Trató de convencer a la Iglesia para que accediera a coronarlo y así reforzar su pretensión; el papa Eugenio III rehusó hacerlo y Esteban se enredó en una serie de disputas cada vez más amargas con el alto clero. En 1153, Enrique FitzEmpress, invadió Inglaterra y forjó una alianza de poderosos barones regionales para respaldar su reclamo del trono. Los dos ejércitos se encontraron en Wallingford, pero ninguno de los barones de cada bando estaba ansioso de pelear otra batalla campal. Examinó la idea de una paz negociada, proceso acelerado por la muerte repentina de su hijo. Más tarde, en ese mismo año, Esteban y Enrique firmaron el Tratado de Winchester, en el cual el rey reconoció a su pariente como heredero a cambio de la paz y pasó por alto a Guillermo, su segundo hijo varón. Murió el año siguiente. Los historiadores modernos han debatido extensamente hasta qué punto su personalidad, los eventos externos o las debilidades en el Estado normando contribuyeron a este prolongado período de guerra civil.

## Primeros años

### Infancia

Mapa de Francia septentrional de la época en que nació.

Nació en el condado de Blois en Francia, entre 1092 y 1096. Su padre Esteban II Enrique, conde de Blois y Chartres, fue un noble francés importante y cruzado activo, que solo estuvo muy poco presente en la primeros años de vida de su hijo. Durante la primera cruzada, Esteban II Enrique había adquirido la fama de cobarde, por lo que regresó al Levante en 1101 para reconstruir su reputación; allí fue asesinado en la batalla de Ramla al año siguiente. La madre de Esteban, Adela, era hija de Guillermo I el Conquistador y Matilde de Flandes, famosa entre sus contemporáneos por su piedad, riqueza y talento político. Tuvo una fuerte influencia matriarcal sobre su hijo durante sus primeros años.
En el siglo XII, Francia era un grupo de condados y entidades políticas pequeñas bajo escaso control del rey. El poder del monarca estaba vinculado a su control de la rica provincia de Isla de Francia, justo al este de Blois, condado natal de Esteban. En el oeste se extendían los tres condados de Maine, Anjou y Turena y al norte de Blois estaba el Ducado de Normandía, desde el cual Guillermo I el Conquistador había invadido Inglaterra en 1066. Los hijos de Guillermo seguían luchando por la herencia anglonormanda colectiva. Los gobernantes de esta región hablaban un idioma similar aunque con dialectos regionales, seguían la misma religión y estaban estrechamente interrelacionados; también eran altamente competitivos y con frecuencia entraban en conflicto entre ellos por algún territorio valioso y los castillos que controlaban.
Esteban tuvo al menos cuatro hermanos y una hermana, junto con dos hermanastras probables. Su hermano mayor fue Guillermo, quien bajo circunstancias normales habría gobernado el condado; probablemente tenía una discapacidad intelectual, ya que Adela entregó el título a su segundo hijo, Teobaldo, quien más tarde adquirió el condado de Champaña, así como Blois y Chartres. El segundo hermano mayor, Odón, murió joven, probablemente en su adolescencia temprana. Su hermano menor, Enrique de Blois, probablemente nació cuatro años después de él. Los hermanos formaron un grupo familiar muy unido y Adela lo alentó a asumir el rol de caballero feudal, mientras guiaba a Enrique hacia una carrera en la Iglesia, posiblemente para que sus intereses personales no interfiriesen. Inusualmente, Esteban creció en la casa de su madre en lugar de ser enviado a un pariente cercano; aprendió latín, montar a caballo y fue educado en historia contemporánea y relatos bíblicos por su tutor, Guillermo el Normando.

### Relación con Enrique I

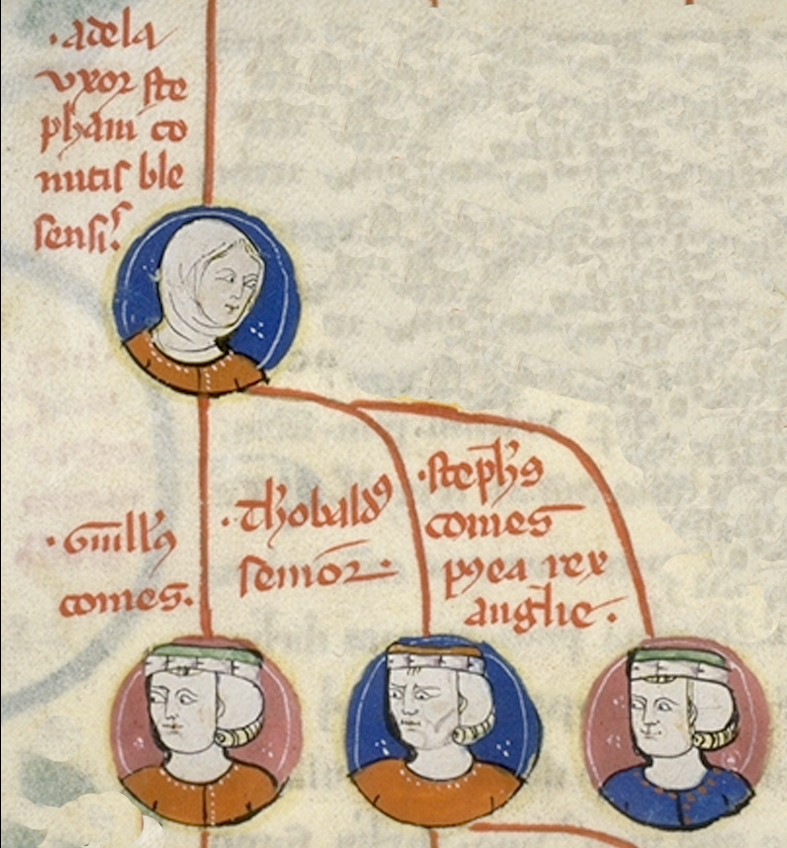
Ilustración contemporánea de su árbol genealógico, con su madre Adela en la parte superior y, de izquierda a derecha, Guillermo, Teobaldo y Esteban.

Su vida estuvo marcadamente influenciada por su relación con su tío Enrique I, quien tomó el poder en Inglaterra después de la muerte de su hermano mayor Guillermo II. En 1106, el rey inglés invadió y capturó el Ducado de Normandía, controlado por su hermano mayor Roberto II, derrotando al ejército normando en la batalla de Tinchebray. Enrique I entró en disputa con Luis VI de Francia, quien aprovechó la oportunidad para declarar duque de Normandía al hijo de Roberto II, Guillermo Clito. El rey inglés respondió formando una red de alianzas con los condados occidentales de Francia en contra del soberano francés, lo que resultó en un conflicto regional que duraría toda la vida de Esteban. Su madre y su hermano se aliaron con Enrique I y se decidió introducirlo en su corte real. Enrique I combatió desde 1111 en adelante en la siguiente campaña militar en Normandía, donde los rebeldes liderados por Robert de Bellême se oponían a su reinado. Esteban probablemente estuvo con el rey durante la guerra de 1112, cuando fue nombrado caballero, y estuvo presente en la corte durante la visita de Enrique I a la abadía de Saint-Évroult en 1113. Probablemente, visitó Inglaterra por primera vez en 1113 o 1115, casi con seguridad como parte de la corte real inglesa.
Enrique I se volvió un poderoso patrocinador de Esteban; probablemente le eligió porque era parte de su familia cercana y un aliado regional, pero no lo suficientemente rico o poderoso por propio derecho como para representar una amenaza para su reinado o su heredero, Guillermo Adelin. Como tercer hijo superviviente, incluso de una influyente familia en la región, Esteban necesitaba el apoyo de un adinerado patrocinador como el rey de Inglaterra para progresar en la vida. Como el favorito de Enrique I, rápidamente comenzó a acumular tierras y posesiones. Después de la batalla de Tinchebray en 1106, el rey confiscó el condado de Mortain de Guillermo de Mortain y el señorío de Eye, un gran territorio previamente propiedad de Robert Malet, y los entregó a su protegido en 1113, aunque sin las tierras previamente ocupadas por Guillermo en Inglaterra. El señorío de Lancaster fue otra de sus gratificaciones, luego de ser expropiado a Roger Poitevin. También recibió tierras en Alenzón en el sur de Normandía, pero los habitantes se rebelaron y buscaron ayuda de Fulco IV, conde de Anjou. Esteban y su hermano mayor Teobaldo fueron derrotados en la campaña posterior, que culminó en la batalla de Alenzón, por lo que los territorios no fueron recuperados.
Finalmente, en 1125, Enrique I arregló que su favorito se desposase con Matilde, hija y única heredera del conde de Boulogne, quien además era dueño del importante puerto continental de Boulogne y de vastas haciendas en el noroeste y sudeste de Inglaterra. En 1127, Guillermo Clito, presunto pretendiente del trono inglés, estuvo a punto de convertirse en conde de Flandes; Esteban fue enviado por el rey en una misión para impedirlo y, tras una exitosa elección, Clito atacó las tierras de su rival en la vecina Boulogne en represalia. Finalmente, se declaró una tregua, aunque Clito murió al año siguiente.

### ElBarco Blancoy la sucesión

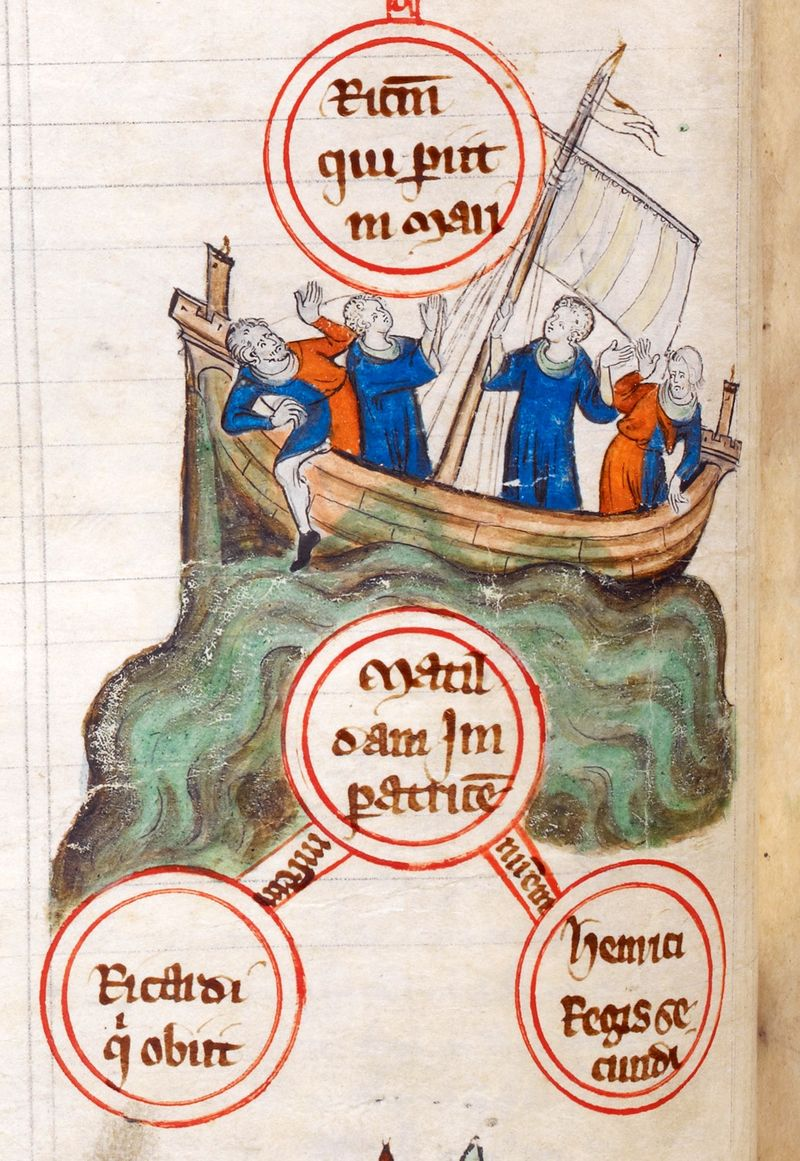
Ilustración del del hundimiento del Barco Blanco en 1120.

En 1120, el panorama político inglés cambió drásticamente. Trescientos pasajeros zarparon en el Barco Blanco desde Barfleur en Normandía hasta Inglaterra, entre ellos el heredero al trono, Guillermo Adelin, y muchos otros nobles de alto rango. Esteban tenía la intención de navegar en el mismo navío, pero cambió de opinión a último momento y se bajó a esperar a otra embarcación, bien por preocupación por el hacinamiento a bordo del barco o porque tenía diarrea. El barco naufragó en el camino y todos menos dos de los pasajeros murieron, entre ellos Guillermo Adelin.
Con Adelin muerto, la herencia del trono inglés quedó en entredicho. Las reglas de sucesión en Europa occidental en ese momento eran inciertas; en algunas partes de Francia, la primogenitura masculina —en la cual el hijo mayor heredaba el título— se estaba volviendo más popular.  También era tradicional que el rey de Francia coronara en vida a su sucesor, lo que hacía que la línea de sucesión prevista fuera relativamente clara, pero este no era el caso de Inglaterra. En otras partes de Europa, como Normandía e Inglaterra, la tradición era dividir las tierras: el hijo mayor tomaba las tierras patrimoniales —generalmente consideradas como las más valiosas— y los menores se quedaban con particiones o fincas más pequeñas o recientemente adquiridas. El problema se complicó aún más por la secuencia de sucesiones anglonormandas inestables durante los sesenta años anteriores: después que Guillermo I el Conquistador invadió Inglaterra, sus hijos Guillermo Rufo y Roberto Curthose libraron una guerra entre ellos para quedarse con su herencia; Enrique I también había adquirido el control de Normandía por la fuerza. No había sucesiones pacíficas sin oposición.
De esta manera, Enrique I solo tenía una hija legítima, Matilde, pero su condición de mujer la dejó en una desventaja política sustancial. A pesar de que el rey tomó una segunda esposa, Adela de Lovaina, se volvió improbable que tuviera otro hijo legítimo y, en cambio, vio a su hija como su heredera. Matilde obtuvo el título de emperatriz del Sacro Imperio por matrimonio con el emperador teutón Enrique V, pero su esposo murió en 1125; se volvió a casar en 1128 con Godofredo V, conde de Anjou, cuyas tierras limitaban con el Ducado de Normandía. El nuevo consorte era impopular entre la élite anglonormanda: como gobernante angevino, era enemigo tradicional de los normandos. Al mismo tiempo, las tensiones continuaron creciendo como resultado de las políticas internas de Enrique I, en particular el alto nivel de ganancias que recaudaba para costear sus guerras. Sin embargo, el poder y la reputación del rey restringieron el conflicto.
Enrique I intentó establecer una base de apoyo político para su hija tanto en Inglaterra como en Normandía y exigió que su corte tomara juramento, primero en 1127 y luego nuevamente en 1128 y 1131, para reconocerla como sucesora inmediata y a sus descendientes como gobernantes legítimos. Esteban fue uno de los que hicieron este juramento en 1127. No obstante, las relaciones entre el rey, su hija y su yerno se tornaron cada vez más tensas hacia el final de su vida. Matilde y Godofredo V sospecharon que carecían de apoyo genuino en Inglaterra y propusieron a Enrique I en 1135 que debía entregar en vida los castillos reales en Normandía a su hija e insistir en que la nobleza normanda jurara fidelidad inmediata a ella. Esto habría dado a la pareja una posición mucho más poderosa después de la muerte del rey, pero este rechazó la idea enfurecido, probablemente preocupado de que Godofredo V intentaría tomar el poder en Normandía antes de lo previsto. Estalló una nueva rebelión en el sur de Normandía y Godofredo V y Matilde intervinieron militarmente en nombre de los rebeldes. En medio de esta confrontación, Enrique I enfermó inesperadamente y murió cerca de Lyons-la-Forêt.

## Sucesión

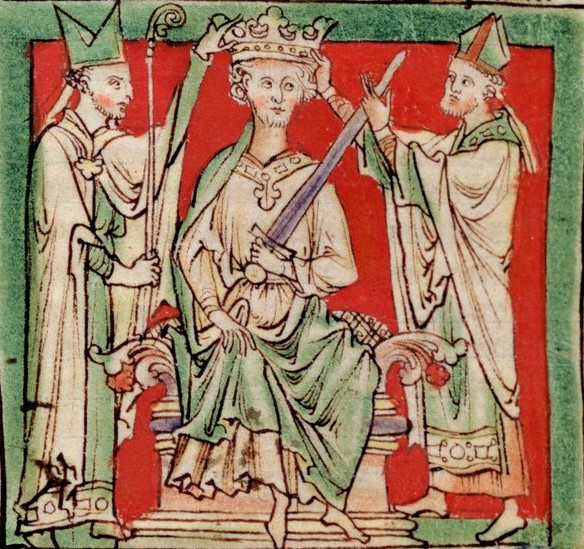
Coronación de Esteban. Miniatura de Historia Anglorum por Mateo de París (c.).

Esteban era una figura bien establecida en la sociedad anglonormanda en 1135. Era extremadamente rico, bien educado y querido por sus pares; también se le consideraba un hombre capaz de una acción firme. Los cronistas registraron que a pesar de su riqueza y poder era un líder modesto y tranquilo, feliz de sentarse con sus hombres y sirvientes, casualmente riendo y comiendo con ellos. Era muy piadoso, tanto en términos de observancia de los rituales religiosos como de generosidad personal hacia la Iglesia católica. También tuvo un confesor agustiniano personal nombrado por el arzobispo de Canterbury, que le implementó un régimen penitencial; asimismo, alentó a la nueva Orden del Císter a establecer abadías en sus propiedades, por las que ganó nuevos aliados dentro de la Iglesia.
No obstante, los rumores sobre la cobardía de su padre durante la primera cruzada continuaron circulando y el deseo de evitar la misma reputación pudo haber influido en algunas de sus acciones militares. Su esposa Matilde jugó un rol importante en la gestión de sus vastas propiedades inglesas, lo que contribuyó a que la pareja fuera la segunda casa laica más acaudalada, después de la familia real inglesa. El noble flamenco desterrado Guillermo de Ypres se unió a la casa de Esteban en 1133.
Su hermano menor, Enrique de Blois, también había ascendido al poder con Enrique I. Era un monje cluniacense y siguió a su hermano a Inglaterra, donde el rey le nombró abad de Glastonbury, el monasterio más opulento de Inglaterra. Enrique I le nombró obispo de Winchester, uno de los obispados más ricos, permitiéndole retener Glastonbury. Los ingresos combinados de las dos posiciones hicieron de Enrique de Blois el segundo hombre más rico de Inglaterra después del rey. Estaba ansioso por revertir lo que él percibía como una intromisión de los monarcas normandos en los derechos eclesiásticos. Los reyes normandos tradicionalmente habían ejercido un gran poder y autonomía sobre la Iglesia dentro de sus territorios. Sin embargo, a partir de los años 1040, los sucesivos papas presentaron un mensaje de reforma que enfatizaba la importancia de que la Iglesia «se gobierne de manera más coherente y jerárquica desde el centro» y establecieron «su propia esfera de autoridad y jurisdicción separada e independiente de la del gobernante laico», en palabras del historiador Richard Huscroft.

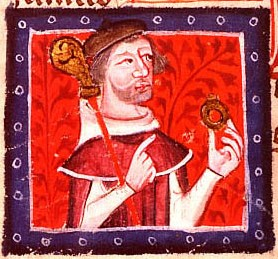
Miniatura contemporánea de Enrique de Blois, hermano de Esteban, con su báculo y anillo de obispo.

Cuando se extendieron las noticias sobre la muerte de Enrique I, muchos de los posibles pretendientes al trono no estaban en condiciones de responder. Godofredo V y Matilde estaban en Anjou, apoyando torpemente a los rebeldes en su campaña contra el ejército real, que incluía a varios partidarios de la hija del rey, como Roberto de Gloucester. Muchos de estos barones habían jurado permanecer en Normandía hasta que el difunto soberano fuese enterrado adecuadamente, lo que les impidió regresar a Inglaterra. El hermano mayor de Esteban, Teobaldo, estaba aún más al sur, en Blois. No obstante, Esteban estaba en Boulogne y, cuando recibió noticias sobre la muerte del rey, partió a Inglaterra acompañado por sus militares. Roberto de Gloucester había guarnecido los puertos de Dover y Canterbury y algunas versiones sugieren que impidieron el acceso de Esteban cuando llegó por primera vez. Sin embargo, probablemente desembarcó en su propia finca a las afueras de Londres el 8 de diciembre y, durante la semana siguiente, comenzó a tomar el poder en Inglaterra.
Las multitudes en Londres reclamaron el derecho tradicional de elegir al rey y proclamaron a Esteban el nuevo monarca, creyendo que otorgaría a cambio nuevos derechos y privilegios a la ciudad. Enrique de Blois dio el apoyo en nombre de la Iglesia: su hermano pudo avanzar a Winchester, donde Roger, obispo de Salisbury y el lord canciller, ordenó que el tesoro real le fuese entregado. El 15 de diciembre, Enrique presentó un acuerdo según el cual su hermano otorgaría amplias libertades y derechos a la Iglesia, a cambio de que el arzobispo de Canterbury y el legado papal apoyaran su ascenso al trono. Estaba el pequeño problema del juramento religioso que Esteban había tomado para apoyar a su prima, pero su hermano argumentó convincentemente que el difunto rey se había equivocado al insistir en que su corte tomara el juramento. Además, indició que Enrique I había insistido en ese juramento para proteger la estabilidad del reino y, considerando el caos que podría sobrevenir, Esteban estaba justificado para ignorarlo. Enrique también pudo convencer a Hugo Bigod, mayordomo real del difunto rey, a jurar que Enrique I había cambiado de opinión sobre la sucesión en su lecho de muerte y había nominado a su sobrino en su lugar. La coronación se celebró una semana después en la abadía de Westminster el 22 de diciembre.
Mientras tanto, la nobleza normanda se reunió en Le Neubourg para discutir la posibilidad de declarar rey a Teobaldo, probablemente después de la noticia de que Esteban estaba reuniendo apoyo en Inglaterra. Los normandos argumentaron que el conde, como nieto mayor de Guillermo I el Conquistador, contaba con más derecho a gobernar el Reino de Inglaterra y el Ducado de Normandía, preferiblemente mejor que Matilde. Teobaldo se reunió con los barones normandos y Roberto de Gloucester en Lisieux el 21 de diciembre, pero sus conversaciones se vieron interrumpidas por las noticias desde Inglaterra de que la coronación de Esteban tendría lugar al día siguiente. Aunque Teobaldo ya había aceptado la propuesta de los normandos, pronto descubrió que su apoyo inmediatamente disminuyó porque los barones no estaban preparados para una división de Inglaterra y Normandía al oponerse al nuevo rey, quien posteriormente compensó financieramente a Teobaldo y este, a cambio, permaneció en Blois y secundó la sucesión de su hermano.

## Consolidación

### Ascenso al trono

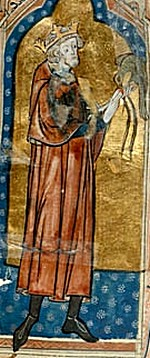
Esteban con un ave de caza. Miniatura del.

El reino anglonormando había nacido de la conquista normanda de Inglaterra en 1066, seguida de la expansión en el sur de Gales durante los años siguientes. Tanto el reino como el ducado eran dominados por un pequeño número de barones importantes que poseían tierras a ambos lados del canal de la Mancha, así como barones de menor rango que generalmente tenían propiedades más localizadas. La medida en que las tierras y las posiciones debían transmitirse por derecho hereditario o por concesión del rey aún era incierta y las tensiones con respecto a este tema habían aumentado durante el reinado de Enrique I. Lo cierto es que las tierras en Normandía, entregadas por derecho hereditario, generalmente se consideraban más valiosas para los barones más poderosos que las de Inglaterra, donde su posesión era menos segura. Enrique I había aumentado la autoridad y las capacidades de la administración real central, con frecuencia trayendo «hombres nuevos» para ocupar puestos clave en lugar de utilizar la nobleza establecida. En el proceso, pudo maximizar los ingresos y contener los gastos, lo que resultó en un superávit favorable y un tesoro importante, pero también crecientes tensiones políticas.
Esteban tuvo que intervenir en el norte de Inglaterra inmediatamente después de su coronación. David I de Escocia invadió el norte tras la noticia de la muerte del rey, ocupando Carlisle, Newcastle y otras fortalezas clave. El norte de Inglaterra era un territorio en disputa en ese momento, con los reyes escoceses reclamando tradicionalmente Cumberland; David I también pretendía Northumbria en virtud de su matrimonio con la hija del conde anglosajón Waltheof, ejecutado durante el reinado de Guillermo el Conquistador. Esteban marchó rápidamente hacia el norte con un ejército y se encontró con David I en Durham. Se llegó a un acuerdo según el cual el rey escocés devolvería la mayor parte del territorio que había ocupado, con la excepción de Carlisle. A cambio, Esteban confirmó las posesiones en Inglaterra del príncipe escocés Enrique, como el condado de Huntingdon.
Al regresar al sur, Esteban celebró su primera corte real en la Pascua de 1136. Varios nobles se reunieron en Westminster para el evento, entre ellos muchos de los barones anglonormandos y la mayoría de los altos funcionarios de la Iglesia. Emitió una nueva carta real en la que confirmaba las promesas que había hecho a la Iglesia; además, prometió revertir las políticas de Enrique I sobre los bosques reales y reformar cualquier abuso del sistema legal del reino. Se describió a sí mismo como el sucesor natural de las políticas de Enrique I y ratificó los siete condados existentes en el reino a sus titulares. La corte de Pascua fue un evento lujoso y se gastó mucho dinero en ropa, regalos y el acontecimiento en sí. El rey repartió concesiones de tierras y favores a los presentes y dotó a numerosas fundaciones eclesiásticas de terrenos y privilegios. Sin embargo, su derecho al trono aún debía ser ratificado por el papa y Enrique de Blois aparentemente era el responsable de asegurar que los testimonios de apoyo fuesen enviados por el hermano mayor de Esteban, Teobaldo, y el rey Luis VI de Francia, para quien el rey inglés representaba un balance útil para el poder angevino en el norte de Francia. El papa Inocencio II lo confirmó como el rey de Inglaterra más tarde ese año y los asesores reales circularon la noticia por todo el país para demostrar la legitimidad de Esteban.
Sin embargo, continuaron los problemas en el reino. Después de la victoria galesa en la batalla de Llwchwr en enero de 1136 y la exitosa emboscada de Richard FitzGilbert de Clare en abril, el sur de Gales se alzó en rebelión, comenzando en Glamorgan oriental y extendiéndose rápidamente por el resto del sur durante 1137. Owain Gwynedd y Gruffydd ap Rhys lograron capturar territorios considerables, como el castillo de Carmarthen. Esteban respondió enviando al hermano de Richard, Baldwin, y al señor de las marcas Robert FitzHarold de Ewyas para pacificar la región. Ninguna de las misiones fue propiamente exitosa y, hacia fines de 1137, el rey parecía haber abandonado los intentos de sofocar la rebelión. Mientras tanto, había sofocado dos revueltas en el sudoeste dirigidas por Balduino de Redvers y Roberto de Bampton; el primero fue liberado después de su captura y viajó a Normandía, donde se convirtió en ferviente crítico del rey.
La seguridad de Normandía también era una preocupación. Godofredo V de Anjou invadió a principios de 1136 y, después de una tregua temporal, continuó la ocupación nuevamente ese mismo año, atacando y quemando propiedades en lugar de tratar de administrar el territorio. Los acontecimientos en Inglaterra impidieron que el rey pudiera viajar a Normandía, así que Galerano de Beaumont —nombrado por Esteban como teniente de Normandía— y Teobaldo lideraron los esfuerzos para defender el ducado. El rey regresó al ducado en 1137, donde se reunió con Luis VI y Teobaldo para acordar una alianza regional informal, probablemente intermediada por Enrique de Blois, para contrarrestar el creciente poder angevino en la región. Como parte de este acuerdo, Luis VI reconoció al príncipe Eustaquio como duque de Normandía a cambio de que le jurara lealtad. Sin embargo, Esteban tuvo poco éxito en la recuperación de la provincia de Argentan a lo largo de la frontera de Normandía y Anjou, que Godofredo V había tomado a fines de 1135. Formó un ejército para retomarlo, pero las fricciones entre sus fuerzas mercenarias flamencas dirigidas por Guillermo de Ypres y los barones normandos locales dieron lugar a una batalla entre las dos mitades de su ejército. Los normandos luego desertaron, lo que obligó al rey inglés a renunciar a su campaña. Acordó otra tregua con Godofredo V, prometiéndole pagar 2000 marcos anuales a cambio de la paz a lo largo de las fronteras normandas.
En los años posteriores a su sucesión, la relación de Esteban con la Iglesia se volvió gradualmente más compleja. La carta real de 1136 prometió revisar la posesión de las tierras que la Corona había tomado de la Iglesia desde 1087, pero estas haciendas ya eran propiedad de nobles. Los reclamos de Enrique de Blois, en su rol de abad de Glastonbury, sobre extensos terrenos en Devon dieron lugar a considerables disturbios locales. En 1136, el arzobispo de Canterbury Guillermo de Corbeil murió y el rey inmediatamente se apoderó de su riqueza personal, lo que causó cierto descontento entre los principales clérigos. Enrique de Blois quiso suceder a Guillermo, pero Esteban apoyó a Teobaldo de Bec, quien finalmente fue nombrado, mientras que el papado nombró al primero legado papal, posiblemente como consuelo por no haber recibido Canterbury.
Sus primeros años como rey pueden interpretarse de diferentes maneras. Desde una perspectiva positiva, estabilizó la frontera norte con Escocia, contuvo los ataques de Godofredo V contra Normandía, estuvo en paz con Luis VI, disfrutó de buenas relaciones con la Iglesia católica y contó con el amplio apoyo de sus barones. No obstante, hubo importantes problemas sin resolver. El norte de Inglaterra estaba controlado por David I y el príncipe Enrique, se había abandonado Gales, los combates en Normandía habían desestabilizado considerablemente al ducado y un número creciente de barones consideraba que el rey no les había otorgado las tierras ni los títulos que consideraban merecidos o se les debía. Además, Esteban se estaba quedando sin fondos: el considerable tesoro de Enrique I había sido vaciado en 1138 debido a los costos de dirigir la lujosa y generosa corte de Esteban y la necesidad de reclutar y mantener sus ejércitos mercenarios combatiendo en Inglaterra y Normandía.

### Defensa del reino

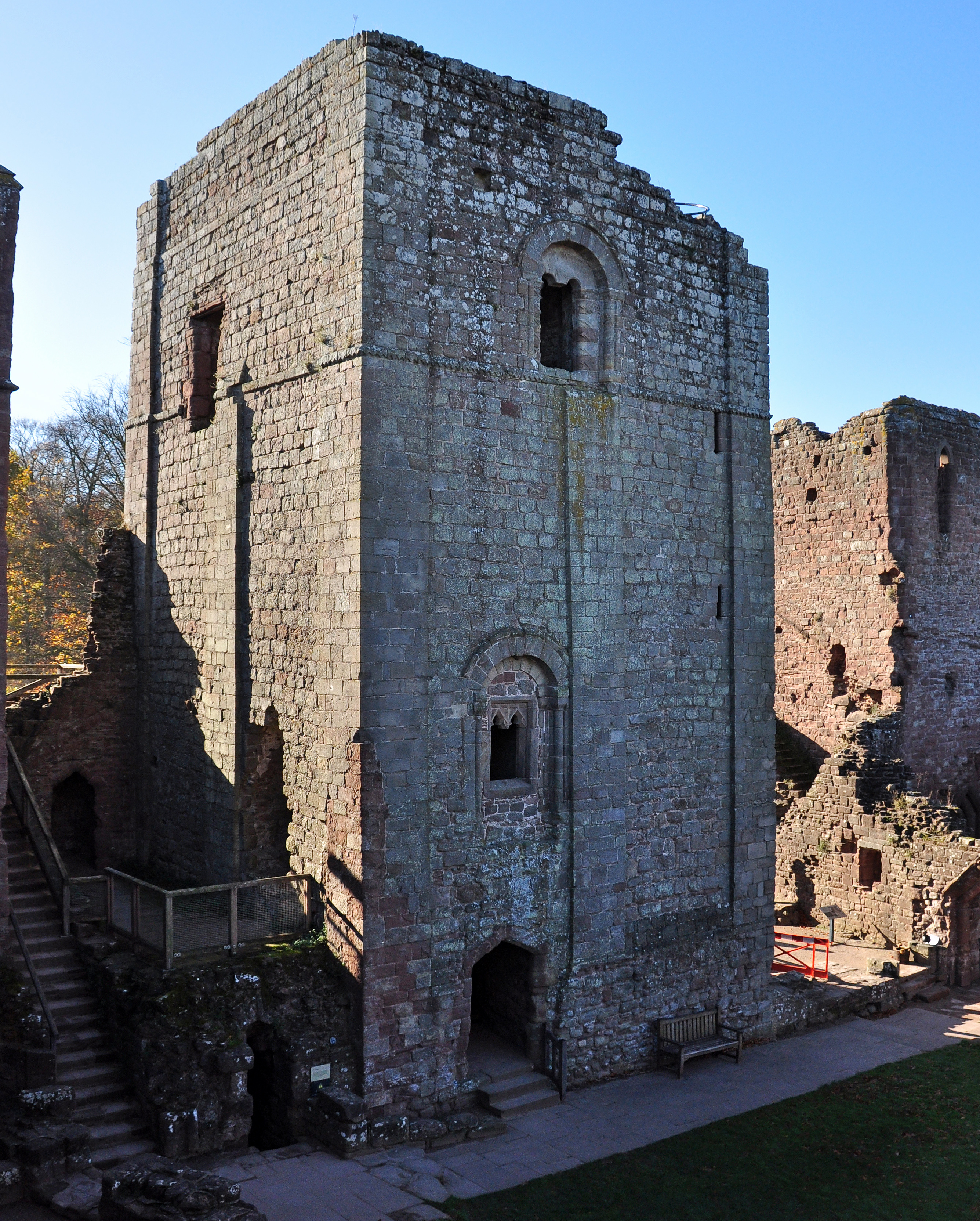
Torre del homenaje del castillo de Goodrich, ejemplo del estilo de la fortificación que poco a poco comenzó a reemplazar el diseño del castillo de mota castral de madera a fines de los años 1130.

Estuvo bajo ataque desde varios frentes durante 1138. Primero, Roberto de Gloucester se rebeló contra él y empujó la situación a una guerra civil en Inglaterra. Hijo ilegítimo de Enrique I y hermanastro de Matilde, Roberto era uno de los barones anglonormandos más poderosos, controlaba propiedades en Normandía, así como el condado de Gloucester. Era conocido por sus cualidades de estadista, su experiencia militar y su capacidad de liderazgo. Roberto había intentado convencer a Teobaldo de tomar el trono en 1135; no asistió a la primera corte de Esteban en 1136 y tardaron varias citaciones para convencerlo de asistir a la corte en Oxford más tarde ese año. En 1138, renunció a su lealtad al nuevo rey y declaró su apoyo a su hermanastra, lo que desencadenó una sublevación regional en Kent y el sudoeste de Inglaterra, aunque permanecía en Normandía. En Francia, Godofredo V de Anjou se aprovechó de la situación al volver a invadir Normandía. David I de Escocia también ocupó el norte de Inglaterra una vez más y anunció que apoyaba la pretensión de su sobrina al trono inglés, mientras avanzaba al sur hacia Yorkshire.
La guerra anglonormanda durante su reinado se caracterizó por campañas militares de desgaste, en las que los comandantes intentaron apoderarse de castillos enemigos importantes con el fin de tomar del control de las tierras de sus adversarios y finalmente obtener una victoria estratégica lenta. Los ejércitos de esta época se centraban en cuerpos de caballeros montados y armados, apoyados por infantería y ballesteros. Estas fuerzas se formaban por levas feudales, traídas por nobles locales durante un período de servicio limitado en una campaña, o mercenarios, muy solicitados y con frecuencia más hábiles y flexibles, aunque caros. Sin embargo, estos ejércitos eran inadecuados para asediar castillos, fuesen los antiguos diseños de mota castral o los nuevos torreones construidos en piedra. Las máquinas de asedio existentes eran significativamente menos poderosas que los diseños de lanzapiedras posteriores, lo que dio a los defensores una ventaja sustancial sobre los atacantes. Como resultado, los comandantes preferían asedios lentos para matar de hambre a los defensores o las operaciones mineras de socavar los muros, en lugar de ataques directos. De vez en cuando se libraban batallas campales entre los ejércitos, pero se consideraban emprendimientos altamente arriesgados y generalmente los comandantes prudentes las evitaban. El costo de la guerra había aumentado considerablemente en la primera parte del siglo XII y el suministro adecuado de dinero en efectivo resultaba cada vez más importante en el éxito de las campañas.

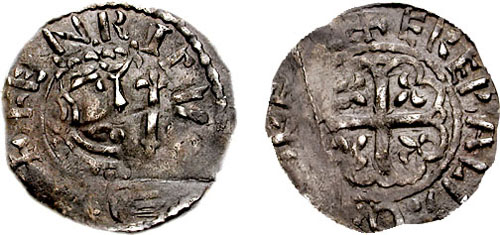
Penique de plata del príncipe Enrique de Escocia, acuñado a su nombre en Corbridge (Northumberland) después de su acuerdo de paz con Esteban.

Sus cualidades personales como líder militar se centraban en su habilidad en combate personal, capacidades en guerra de asedio y un notable talento para movilizar rápidamente fuerzas militares a distancias relativamente largas. En respuesta a las revueltas y las invasiones, emprendió rápidamente varias campañas militares y se enfocó principalmente en Inglaterra en lugar de Normandía. Su consorte Matilde fue enviada a Kent con barcos y recursos de Boulogne, con la tarea de retomar el puerto clave de Dover, bajo control de Roberto. Unos cuantos caballeros domésticos de Esteban fueron enviaron al norte para ayudar en la lucha contra los escoceses, donde las fuerzas de David I fueron derrotadas en la batalla del Estandarte en agosto de 1138 por las fuerzas de Thurstan, arzobispo de York. Sin embargo, a pesar de la victoria inglesa, David I aún ocupaba la mayor parte del norte. Esteban se dirigió personalmente hacia el oeste en un intento por recuperar Gloucestershire; primero avanzó hacia el norte en las Marcas Galesas y tomó Hereford y Shrewsbury antes de dirigirse al sur hacia Bath. La ciudad de Brístol resultó demasiado fuerte para él, por lo que se contentó con asaltar y saquear el área circundante. Aparentemnte, los rebeldes estaban esperando a que Roberto interviniera con refuerzos, pero este permaneció en Normandía durante todo el año, tratando de convencer a Matilde que invadiera a Inglaterra. Dover finalmente se rindió ante las fuerzas de la consorte de Esteban más adelante ese año.
La campaña militar en Inglaterra había progresado bien y el historiador David Crouch la describió como «un logro militar de primer rango». El rey aprovechó la oportunidad de su ventaja militar para forjar un acuerdo de paz con Escocia. Su esposa fue enviada a negociar otro acuerdo entre Esteban y David I, llamado el Tratado de Durham; Northumbria y Cumbria serían entregadas a David I y su hijo Enrique a cambio de lealtad y paz futura a lo largo de la frontera. Sin embargo, el poderoso Ranulf de Gernon, conde de Chester, se consideraba el poseedor legítimo de los derechos tradicionales de Carlisle y Cumberland y estaba muy disgustado de verlos en manos escocesas. No obstante, Esteban ya podría centrar su atención en la anticipada invasión de Inglaterra por las fuerzas de Roberto y Matilde.

### Camino a la guerra civil

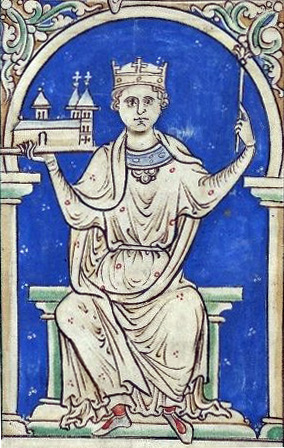
Ataviado con sus vestiduras reales en una miniatura de Historia Anglorum por Mateo de París (c.).

Se preparó para la invasión angevina con la creación de varios condados. Solo un puñado de estos existían del reinado de Enrique I y habían sido en gran parte de naturaleza simbólica. Esteban creó muchos más y los puso a cargo de hombres que consideraba comandantes militares leales y capaces y en las zonas más vulnerables del país, donde asignaba nuevas tierras y poderes ejecutivos adicionales. Aparentemente tenía varios objetivos en mente, como garantizar la lealtad de sus partidarios clave al otorgarles estos honores y mejorar sus defensas en partes cruciales del reino. Fue muy influenciado por su principal consejero, Galerano de Beaumont, hermano gemelo de Roberto de Leicester. Los gemelos Beaumont y sus hermanos menores y primos recibieron la mayoría de estos nuevos condados. Desde 1138, el rey les otorgó los títulos de conde de Worcester, Leicester, Hereford, Warwick y Pembroke, lo que creó un amplio bloque de territorio —en especial cuando se combinaban con las posesiones del nuevo aliado de Esteban, el príncipe Enrique de Escocia, en Cumberland y Northumbria— para actuar como una zona colchón en el problemático sur y oeste, especialmente en Chester, y el resto del reino. Con sus nuevas tierras, el poder de los Beamount creció hasta el punto en que David Crouch sugirió que se volvió «peligroso ser otra cosa que un amigo de Galerano» en la corte real.
El rey tomó medidas para eliminar a un grupo de obispos que consideraba una amenaza para su poder. La administración real bajo Enrique I había sido dirigida por Roger, obispo de Salisbury, con el apoyo de sus sobrinos —Alejandro y Nigel, obispos de Lincoln y Ely, respectivamente— y su hijo —Roger le Poer, el lord canciller—. Estos obispos eran importantes terratenientes y gobernantes eclesiásticos y habían comenzado a construir nuevos castillos y aumentar el tamaño de sus fuerzas militares, lo que llevó a Esteban a sospechar que estaban a punto de desertar a favor de Matilde. Roger y su familia también eran enemigos de Galerano, a quien le desagradaba su manejo de la administración real. En junio de 1139, Esteban celebró su corte en Oxford, donde estalló una pelea entre Alan de Bretaña y los hombres de Roger, un incidente probablemente adrede por el rey, quien respondió exigiendo que Roger y los demás obispos entregaran sus castillos en Inglaterra. Esta amenaza fue seguida con el arresto de ellos, con la excepción de Nigel, quien se había refugiado en el castillo de Devizes; el obispo se rindió después que el rey sitió el castillo y amenazara con ejecutar a Roger le Poer. Las fortalezas restantes fueron entregadas al rey.
Enrique de Blois estaba alarmado por esto, tanto por una cuestión de principios —su hermano había acordado previamente en 1135 respetar las libertades de la Iglesia— y más pragmáticamente porque él mismo había construido seis castillos recientemente y no tenía deseos de ser tratado de la misma manera. Como legado papal, convocó al rey a comparecer ante un concilio eclesiástico y responder por los arrestos y la incautación de las propiedades. Enrique afirmó el derecho de la Iglesia a investigar y juzgar los cargos contra miembros del clero. Esteban envió a Aubrey de Vere como su portavoz al concilio, quien argumentó que Roger de Salisbury había sido arrestado no como obispo, sino en su rol de barón, ya que se había estado preparando para cambiarse al bando de Matilde. El rey fue apoyado por Hugues, arzobispo de Ruan, quien desafió a los obispos a demostrar qué parte del derecho canónico les autorizaba a construir o mantener castillos; además, advirtió que el rey se quejaría del acoso sufrido por la Iglesia en Inglaterra ante el papa. El concilio dejó el asunto cerrado luego de una apelación infructuosa a Roma. El incidente eliminó con éxito cualquier amenaza militar de los obispos, pero también pudo haber dañado la relación de Esteban con el clero principal y, en particular, su hermano Enrique.

## Guerra civil

### Etapa inicial

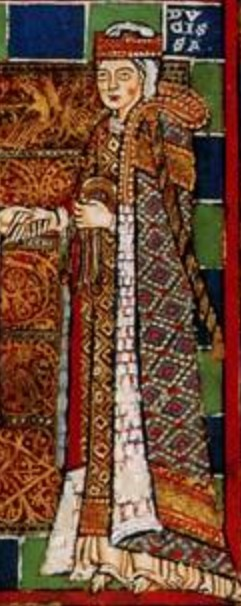
Ilustración contemporánea de Matilde de Inglaterra.

La invasión angevina finalmente llegó en 1139. Balduino de Redvers cruzó de Normandía a Wareham en agosto en un intento inicial de capturar un puerto para recibir al ejército invasor de Matilde, pero las fuerzas de Esteban le obligaron a retirarse al sudoeste. Sin embargo, al mes siguiente, la reina madre Adela invitó a Matilde a desembarcar en Arundel y, el 30 de septiembre, Roberto de Gloucester y ella llegaron a Inglaterra con 140 caballeros. Matilde se alojó en el castillo de Arundel, mientras Roberto marchó hacia el noroeste en dirección a Wallingford y Brístol, esperando obtener apoyo para la rebelión y unirse a Miles de Gloucester, quien había aprovechado la oportunidad para renunciar a su lealtad al rey y defender a Matilde. Esteban rápidamente se desplazó hacia el sur y sitió Arundel, atrapándola dentro del castillo.
Entonces, el rey acordó una tregua propuesta por su hermano Enrique; no se conocen los detalles del acuerdo, pero como resultado Matilde y sus caballeros guardianes fueron liberados del asedio y escoltados al sudoeste de Inglaterra, donde se reunieron con Roberto de Gloucester. Las razones de la liberación de Matilde siguen sin esclarecerse: Esteban pudo haber pensado que era lo mejor para él liberarla y concentrarse, en su lugar, en atacar a Roberto, ya que a este último lo consideraba su principal oponente en este punto del conflicto. También se enfrentó a un dilema militar en Arundel: el castillo se consideraba casi inexpugnable y pudo haber estado preocupado de arriesgarse demasiado en mantener a su ejército ocupado en el sur mientras Roberto vagaba libremente por el oeste. Otra teoría es que Esteban liberó a Matilde como un gesto de caballería; él tenía una personalidad generosa y cortés y normalmente no se esperaba que las mujeres fueran blanco de la guerra anglonormanda.
Después de liberar a Matilde, se centró en pacificar el sudoeste de Inglaterra. Aunque hubo pocas deserciones nuevas para su prima, sus enemigos controlaban un bloque compacto de territorio que se extendía desde Gloucester y Brístol hacia el sur en Wiltshire, hacia el oeste en las Marcas Galesas y al este a través del valle del Támesis hasta Oxford y Wallingford, lo que amenazaba a Londres. Esteban comenzó atacando el castillo de Wallingford, retenido por el amigo de infancia de su prima, Brian Fitz Count, pero lo encontró muy bien defendido. El rey dejó algunas tropas para bloquear el castillo y continuó hacia el oeste en Wiltshire para atacar Trowbridge y tomó los castillos de South Cerney y Malmesbury en el camino. Mientras tanto, Miles de Gloucester marchó hacia el este, atacó las fuerzas reales de retaguardia en Wallingford y amenazó con un avance hacia Londres. Esteban se vio obligado a abandonar su campaña en el oeste y regresó al este para estabilizar la situación y proteger su capital.

Mapa político de Gales y el sur de Inglaterra en 1140; las zonas bajo el control de Matilde en azul, de Esteban en rojo y galeses indígenas en gris.

A comienzos de 1140, Nigel, obispo de Ely, cuyos castillos fueron confiscados el año anterior, se rebeló contra el rey también. Con la esperanza de apoderarse de Anglia Oriental, Nigel estableció su base de operaciones en la isla de Ely, entonces rodeada de tierras pantanosas protectoras. Esteban respondió rápidamente y llevó consigo un ejército a los pantanos y, usando botes atados juntos, formó una calzada que le permitió hacer un ataque sorpresa en la isla. El obispo escapó a Gloucester, pero sus hombres y su castillo fueron capturados, lo que restauró temporalmente el orden en el este. Los soldados de Roberto de Gloucester retomaron parte del territorio que Esteban había tomado en su campaña de 1139. En un esfuerzo por negociar una tregua, Enrique de Blois celebró una conferencia de paz en Bath, en la que su hermano fue representado por su consorte. La conferencia fracasó después de que Enrique y el clero insistieron en que deberían establecer los términos de un acuerdo de paz, que los representantes del rey consideraron inaceptable.
Ranulfo de Chester estaba molesto porque Esteban regaló el norte de Inglaterra a Enrique de Escocia. Ideó un plan para enfrentar el problema emboscando al príncipe mientras viajaba desde la corte real a Escocia después de Navidad. Esteban fue informado de este plan, por lo que escoltó a Enrique al norte, pero este gesto fue la gota que colmó el vaso para el conde de Chester. Ranulfo había afirmado previamente que tenía los derechos sobre el castillo de Lincoln —entonces propiedad del rey— y, con la excusa de una visita social, se apoderó de la fortificación en un ataque sorpresa. El rey marchó hacia el norte a Lincoln y acordó una tregua con Ranulfo, probablemente para evitar que se uniera a la facción de Matilde, y le permitió conservar el castillo. Esteban regresó a Londres, pero recibió noticias de que Ranulfo, su hermano y su familia permanecían en el castillo con una pequeña tropa de guardia, un objetivo perfecto para un ataque sorpresa. Abandonando el trato que acababa de hacer, reunió nuevamente a su ejército y se dirigió hacia el norte, pero no lo suficientemente rápido: Ranulfo escapó de Lincoln y declaró su apoyo a Matilde, por lo que el rey se vio obligado a sitiar el castillo.

### Segunda etapa

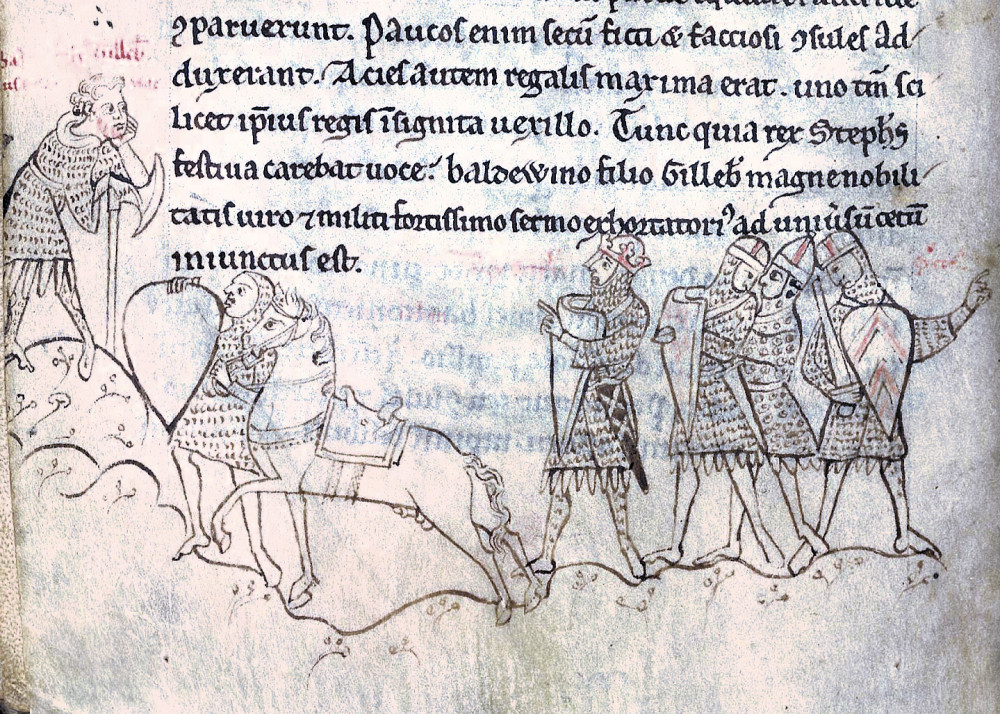
Ilustración casi contemporánea de la batalla de Lincoln; Esteban (cuarto desde la derecha) está escuchando a Balduino de Clare entonando un discurso de batalla (a la izquierda).

Mientras Esteban y su ejército sitiaban el castillo de Lincoln a principios de 1141, Roberto de Gloucester y Ranulfo de Chester avanzaron en la posición del rey con una fuerza algo mayor. Cuando las noticias llegaron al rey, sostuvo un concilio para decidir si dar batalla o retirarse y reunir más soldados: Esteban decidió luchar, lo que resultó en la batalla de Lincoln el 2 de febrero de 1141. El rey comandaba el centro del ejército, con Alan de Bretaña en el flaco derecho y Guillermo de Aumale el izquierdo. Las fuerzas de Roberto y Ranulfo eran superiores en caballería y Esteban desmontó a muchos de sus propios caballeros para formar un sólido bloque de infantería; se unió a ellos y luchó a pie en la batalla. El rey no tenía el don de hablar en público y delegó el discurso previo a la batalla a Balduino de Clare, quien pronunció una declaración entusiasta. Después de un éxito inicial, en el que las tropas de Guillermo destruyeron la infantería galesa de los angevinos, la batalla se tornó desfavorable para las fuerzas reales. La caballería de Roberto y Ranulfo rodeó el centro del ejército y Esteban fue rápidamente identificado por los angevinos. Muchos de los partidarios de Esteban —como Galerano de Beaumont y Guillermo de Ypres— huyeron del campo de batalla en ese momento, pero el rey siguió luchando, defendiéndose primero con su espada y luego, cuando esta se rompió, con un hacha de guerra prestada. Finalmente, fue vencido por los soldados de Roberto y lo sacaron custodiado del campo de batalla.
Roberto llevó consigo a Esteban de regreso a Gloucester, donde se reunió con Matilde, y luego fue trasladado al castillo de Brístol, tradicionalmente utilizado para mantener presos de alto rango. Inicialmente, fue confinado en condiciones relativamente buenas, pero posteriormente se reforzó su seguridad y lo mantuvieron encadenado. Matilde entonces comenzó a tomar los pasos necesarios para apoderarse del trono, lo que requeriría el acuerdo de la Iglesia y su coronación en Westminster. Enrique, hermano de Esteban, convocó un concilio en Winchester antes de Pascua en su calidad de legado papal para considerar la opinión del clero. Había hecho un trato privado con ella en el que entregaría el apoyo de la Iglesia católica a cambio de que se le concediera el control de los asuntos eclesiásticos en Inglaterra. Enrique le entregó el tesoro real —que resultó estar bastante dilapidado excepto por la corona de Esteban— y excomulgó a muchos de sus enemigos que rechazaron cambiarse de bando. Sin embargo, el arzobispo Teobaldo de Canterbury no estaba dispuesto a proclamarla reina tan rápido y una delegación de clérigos y nobles, encabezada por Teobaldo, viajó a Brístol para ver a Esteban y consultarle sobre su dilema moral de abandonar sus juramentos de lealtad. Esteban afirmó que, dada la situación, estaba dispuesto a liberar a sus súbditos de su juramento, por lo que el clero se reunió de nuevo en Winchester después de Pascua para declarar a Matilde «señora de Inglaterra y Normandía», como paso previo a su coronación. Sin embargo, cuando ella avanzó a Londres, en un esfuerzo por organizar su coronación en junio, se enfrentó a un levantamiento por parte de los ciudadanos locales en apoyo del rey depuesto, lo que la forzó a huir a Oxford.
Cuando llegaron las noticias de la captura de Esteban, Godofredo V de Anjou invadió Normandía otra vez y, en ausencia de Galerano de Beaumont —quien todavía luchaba en Inglaterra—, ocupó todo el ducado hasta el sur del Sena y el este del Risle. Esta vez no recibió ayuda del hermano de Esteban, Teobaldo de Champaña, quien parece haber estado preocupado por sus propios problemas con Francia: el nuevo rey —Luis VII de Francia— había rechazado la alianza regional de su padre, mejoró las relaciones con Anjou y adoptó una postura más belicosa contra Teobaldo, lo que daría pie a una guerra el año siguiente. El éxito de Godofredo V en Normandía y la debilidad de Esteban en Inglaterra comenzaron a influir en la lealtad de muchos barones anglonormandos, que temían perder sus tierras en Inglaterra ante Roberto y Matilde y sus posesiones en Normandía ante Godofredo V. Muchos comenzaron a dejar la facción de Esteban. Su amigo y consejero Galerano fue uno de los que decidió desertar a mediados de 1141 y zarpó a Normandía para asegurar sus posesiones ancestrales al aliarse con los angevinos, lo que permitió que el campamento de Matilde se estableciera en Worcestershire. El hermano gemelo de Galerano, Roberto de Leicester, igualmente se retiró de la contienda al mismo tiempo. Otros partidarios de Matilde fueron restaurados en sus antiguos bastiones —como el obispo Nigel de Ely— y otros recibieron nuevos condados en el oeste de Inglaterra. El control centralizado sobre la acuñación de monedas se interrumpió, lo que provocó que los barones y obispos locales produjeran sus propias monedas en todo el país.

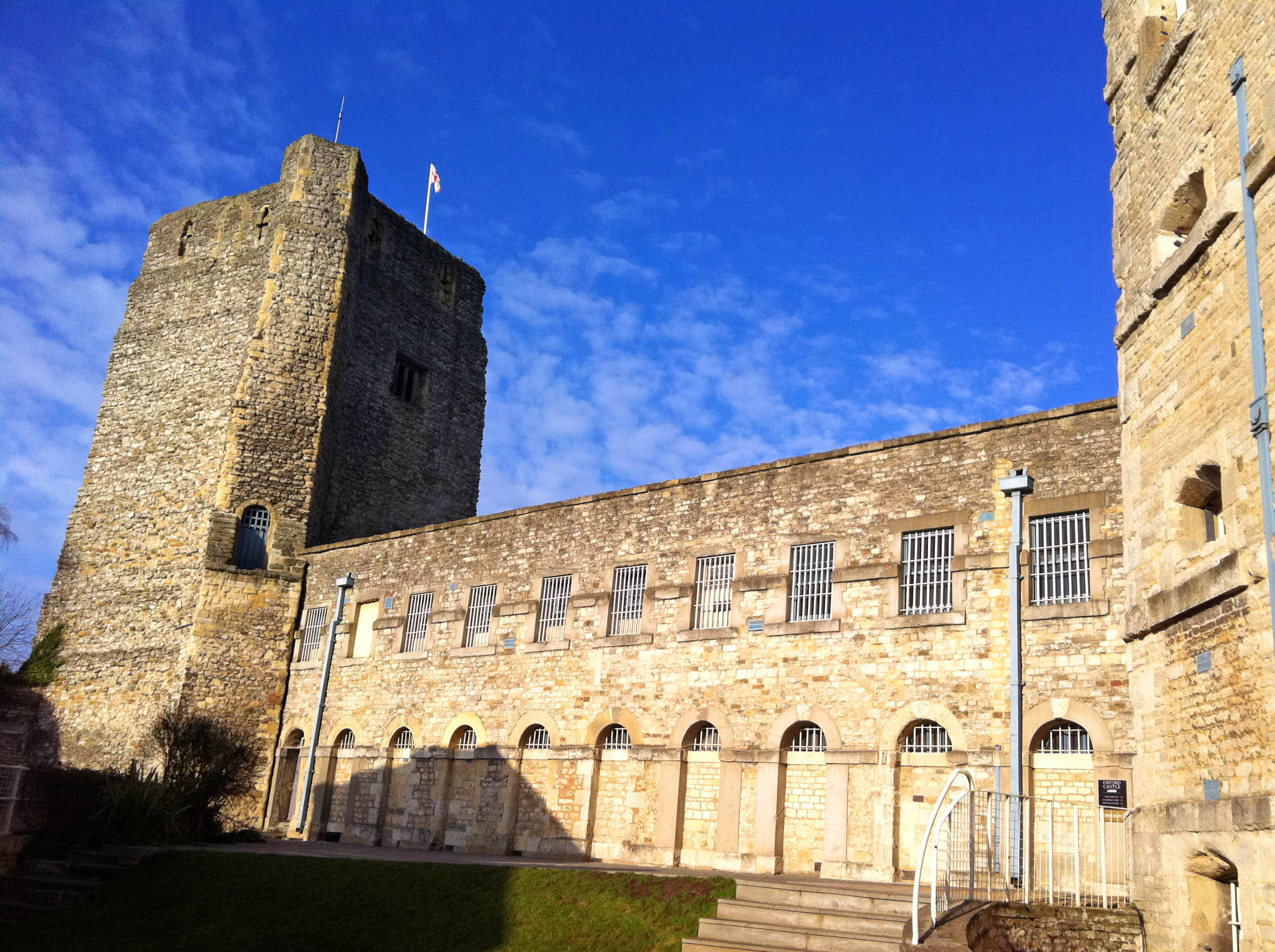
Torre St George del castillo de Oxford, donde Esteban casi captura a Matilde.

La consorte de Esteban tuvo un rol fundamental en mantener viva la causa del rey en cautiverio. Reunió a los lugartenientes restantes que la acompañaban y la familia real en el sudeste y avanzaron hacia Londres cuando la población rechazó a Matilde. El antiguo comandante de Esteban, Guillermo de Ypres, permaneció con la reina consorte en Londres; Guillermo Martel, mayordomo real, comandaba operaciones desde Sherborne en Dorset, mientras Faramus de Boulogne dirigía la casa real. La reina consorte aparentemente generó una verdadera simpatía y apoyo de los seguidores más leales de Esteban. La alianza de Enrique con Matilde demostró ser efímera, ya que pronto riñeron por el patrocinio político y la política eclesiástica; el obispo se reunió con la reina consorte en Guildford y le dio su apoyo.
La eventual liberación del rey resultó de la derrota angevina en el tumulto de Winchester. Roberto de Gloucester y Matilde sitiaron a Enrique de Blois en la ciudad de Winchester en julio. La reina consorte y Guillermo de Ypres rodearon a las fuerzas angevinas con un ejército propio y reforzado con nuevas tropas de Londres. En la batalla posterior, las fuerzas de Matilde fueron derrotadas y Roberto de Gloucester cayó prisionero durante la retirada. Se realizaron negociaciones para acordar una paz general, pero la reina consorte no estaba dispuesta a ofrecer ningún compromiso a Matilde y entretanto Roberto rechazó cualquier oferta para cambiar al bando de Esteban. Por otro lado, en noviembre las dos partes simplemente intercambiaron a los dos: Esteban regresó con su consorte y Roberto con Matilde en Oxford; a su vez, el rey volvió a establecer su autoridad Enrique organizó otro concilio eclesiástico, en el que reafirmó la legitimidad de su hermano para reinar; en la Navidad de 1141 ocurrió una nueva coronación de Esteban y su consorte.
A comienzos de 1142, cayó enfermo y en Semana Santa comenzaron a circular rumores de que había muerto. Posiblemente esta enfermedad fue el resultado del encarcelamiento el año anterior, pero finalmente se recuperó y viajó al norte para reclutar nuevas tropas y convenció a Ranulfo de Chester para cambiar de bando una vez más. Pasó el verano atacando algunos de los nuevos castillos angevinos construidos el año anterior, como los de Cirencester, Bampton y Wareham. En septiembre, vio la oportunidad de atrapar a su prima en Oxford, una ciudad segura, protegida por muros y el río Isis, pero Esteban lideró un ataque repentino a través del afluente, lideró la carga y nadó parte del trayecto. Una vez en el otro lado, el rey y sus hombres irrumpieron en la ciudad y atraparon a Matilde en el castillo. El castillo de Oxford era una fortaleza imponente y, en lugar de asaltarla, el rey decidió estacionarse para un largo asedio, aunque con la certeza de que ella estaba rodeada. Justo antes de Navidad, Matilde salió sigilosamente del castillo con un puñado de caballeros, cruzó el río helado a pie y escapó del ejército real para refugiarse en Wallingford. La guarnición se rindió poco después, pero Esteban había perdido la oportunidad de capturar a su principal oponente.

### Estancamiento

Mapa de la invasión de Normandía (1142-1143) por Godofredo V de Anjou.

La guerra entre los dos bandos en Inglaterra llegó a un punto muerto a mediados de los años 1140, mientras Godofredo V de Anjou consolidó su control de Normandía. El año 1143 comenzó precariamente para el rey cuando fue asediado por Roberto de Gloucester en el castillo de Wilton, un punto de reunión para las fuerzas reales en Herefordshire. Esteban intentó romper el asedio y escapar, lo que resultó en la batalla de Wilton. Una vez más, la caballería angevina demostró ser demasiado fuerte y, por un momento, pareció que sería capturado por segunda vez. No obstante, en esta ocasión Guillermo Martel, mayordomo real, hizo una feroz defensa de la retaguardia, lo que permitió al rey escapar del campo de batalla. Esteban valoraba la lealtad de Guillermo lo suficiente como para intercambiar el castillo de Sherborne por su liberación segura: este fue uno de los pocos casos en que estuvo dispuesto a ceder un castillo para rescatar a uno de sus hombres.
A finales de 1143 se enfrentó a una nueva amenaza en el este, cuando Godofredo de Mandeville, conde de Essex, se alzó en rebelión contra él en Anglia Oriental. Al rey le desagradaba ese barón desde hace varios años, provocando el conflicto cuando Godofredo fue convocado a la corte, donde fue arrestado. Esteban amenazó con ejecutar a Godofredo a menos que entregara sus castillos, como la Torre de Londres, Saffron Walden y Pleshey y sus fortificaciones importantes, porque estaban en o cerca de Londres. Godofredo se rindió, pero una vez libre se dirigió hacia los pantanos del nordeste en dirección a la isla de Ely, desde donde comenzó una campaña militar contra Cambridge con la intención de avanzar hacia la capital. Con este y otros problemas y Hugo Bigod sublevado en Norfolk, Esteban carecía de recursos para rastrear a Godofredo en los pantanos y se las arregló para construir una red de fortalezas entre Ely y Londres, como el castillo de Burwell.
La situación continuó empeorando. Ranulfo de Chester se rebeló una vez más en el verano de 1144 y repartió entre él y el príncipe Enrique de Escocia el señorío de Lancaster de Esteban. En el oeste, Roberto de Gloucester y sus seguidores continuaron atacando los territorios realistas circundantes, mientras el castillo de Wallingford permaneció como un bastión seguro de los angevinos, demasiado cerca de Londres para la comodidad del rey. Mientras tanto, Godofredo V de Anjou terminó de consolidar su control sobre el sur de Normandía y, en enero de 1144, avanzó a Ruan, capital del ducado, para concluir su campaña. Luis VII le reconoció como duque de Normandía poco después. En este punto de la guerra, Esteban dependía cada vez más de su casa real inmediata —como Guillermo de Ypres y otros— y carecía del apoyo de los principales barones que podrían haberle proporcionado fuerzas adicionales significativas; después de los eventos de 1141, hizo poco uso de su red de condes.
Después de 1143, la guerra se estancó, pero progresó un poco mejor para Esteban. Miles de Gloucester, uno de los comandantes angevinos más talentosos, había muerto mientras cazaba en la Navidad anterior, lo que alivió parte de la presión militar en el oeste. La rebelión de Godofredo de Mandeville contra el rey en el este terminó con su muerte en septiembre de 1144 durante un ataque al castillo de Burwell. La guerra en el oeste progresó mejor en 1145, cuando el rey recapturó el castillo de Faringdon en Oxfordshire. En el norte, Esteban llegó a un nuevo acuerdo con Ranulfo de Chester, pero en 1146 repitió la artimaña que había empleado con Godofredo de Mandeville en 1143: primero lo invitó a la corte, parta después arrestarlo y amenazar con ejecutarlo si no entregaba una serie de castillos, como los de Lincoln y Coventry. Al igual que Godofredo, en el momento en que Ranulfo fue liberado se rebeló, pero la situación cayó en un punto muerto: Esteban contaba con pocas tropas en el norte para realizar una nueva campaña, mientras que Ranulfo carecía de castillos para apoyar un ataque contra el rey. No obstante, en este momento la práctica invitar a barones a la corte y arrestarlos le había llevado a desprestigio y desconfianza cada vez mayores.

### Etapas finales

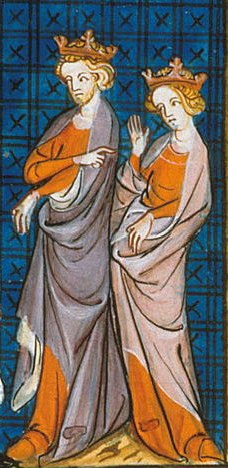
Enrique FitzEmpress y Leonor de Aquitania. Miniatura del.

El pueblo de Inglaterra había sufrido a causa de la guerra en 1147, lo que llevó a los historiadores posteriores a llamar el período de conflicto «la Anarquía». La Crónica anglosajona contemporánea registró que «no hubo nada más que disturbio e iniquidad y robo». Lo cierto es que en muchas partes del país —como Wiltshire, Berkshire, el valle del Támesis y Anglia Oriental— los combates y las incursiones habían causado una grave devastación. Numerosos castillos «adulterinos» o no autorizados se habían construido como bases para señores locales: el cronista Roberto de Torigni documentó que se habían construido hasta 1115 castillos de ese tipo durante el conflicto, aunque esto probablemente era una exageración ya que sugirió una cifra alternativa de 126. El sistema de acuñación real anteriormente centralizado estaba fragmentado, con Esteban, Matilde y los señores locales acuñando sus propias monedas. La ley de bosques reales se había derrumbado en gran parte del país. Sin embargo, algunas partes del país apenas se vieron afectadas por el conflicto; por ejemplo, las tierras de Esteban en el sudeste y el núcleo angevino alrededor de Gloucester y Brístol no se vieron afectados en gran medida, mientras que David I gobernó eficazmente sus territorios en el norte. Empero, los ingresos generales del rey de sus propiedades disminuyeron considerablemente durante el conflicto —particularmente después de 1141— y el control de la monarquía sobre la acuñación de monedas nuevas siguió siendo limitado fuera del sudeste y Anglia Oriental. Al estacionarse con frecuencia en el sudeste, Westminster era utilizado cada vez más —en lugar del antiguo sitio de Winchester— como la sede del gobierno real.
Las condiciones del conflicto en Inglaterra comenzaron a cambiar gradualmente; como sugirió el historiador Frank Barlow, a finales de los años 1140 «la guerra civil había terminado», salvo breves brotes de conflictos armados. En 1147, Roberto de Gloucester murió pacíficamente y, al año siguiente, Matilde partió del sudoeste de Inglaterra hacia Normandía; esto contribuyó a reducir los ánimos de la guerra. Se anunció la segunda cruzada y muchos partidarios angevinos, como Galerano de Beaumont, se unieron a la coalición y dejaron la región por varios años. Algunos de los barones anglonormandos hicieron acuerdos individuales de paz entre ellos para asegurar sus tierras y ganancias de guerra. El hijo de Godofredo V y Matilde, Enrique FitzEmpress, intervino en Inglaterra con un pequeño ejército de mercenarios en 1147, pero la expedición fracasó, sobre todo porque carecía de fondos necesarios para pagar a sus hombres. Esteban terminó pagando a los mercenarios de su sobrino, lo que le permitió regresar a casa a salvo; sus razones para hacerlo aún no están claras. Una posible explicación es la cortesía del rey a un miembro de su familia extendida; otra es que estaba empezando a considerar cómo terminar la guerra en paz y vio esto como una forma de construir una relación amistosa con Enrique FitzEmpress.
El joven Enrique regresó a Inglaterra nuevamente en 1149, esta vez con el propósito de formar una alianza septentrional con Ranulfo de Chester. El plan angevino requería que Ranulfo renunciara a su reclamo de Carlisle —en manos de escoceses— a cambio de que se le dieran los derechos sobre el señorío de Lancaster; Ranulfo rendiría homenaje tanto a David I como a Enrique, quien sería el mayor en jerarquía. Después de este acuerdo de paz, Enrique y Ranulfo revolvieron atacar York, probablemente con la ayuda de los escoceses. Esteban marchó rápidamente hacia el norte, a York, y el ataque planeado fracasó, lo que forzó a Enrique regresar a Normandía, donde fue declarado duque por su padre Godofredo V. Aunque todavía era joven, Enrique estaba ganando cada vez más una reputación como líder enérgico y capaz. Su prestigio y poder aumentaron aún más cuando inesperadamente se casó en 1152 con Leonor, la atractiva duquesa de Aquitania y recientemente divorciada de Luis VII de Francia. El matrimonio volvió a Enrique en el futuro gobernante de un gran grupo de territorios en Francia.
En los últimos años de la guerra, Esteban comenzó a enfocarse en asuntos familiares y la sucesión. Trató de confirmar a su hijo mayor Eustaquio como sucesor, aunque los cronistas registraron que él tenía la fama de imponer fuertes impuestos y extorsionar con dinero a quienes vivían en sus tierras. Su segundo hijo varón, Guillermo, estaba casado con la acaudalada heredera Isabel de Warenne. En 1148, Esteban construyó la abadía cluniacense de Faversham como lugar de descanso para su familia. Tanto su consorte Matilde como su hermano mayor Teobaldo murieron en 1152.

### Conflictos con la Iglesia

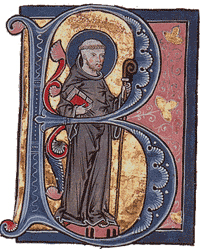
Bernardo de Claraval, con quien Esteban riñó sobre política eclesiástica. Inicial iluminada en un manuscrito del.

La relación de Esteban con la Iglesia se deterioró gravemente hacia el final de su reinado. El movimiento reformista dentro de la Iglesia, que abogaba por una mayor autonomía de la autoridad real para el clero, había seguido creciendo, mientras que nuevas voces —como los cistercienses— habían ganado prestigio dentro de las órdenes monásticas y eclipsado órdenes más antiguas como los cluniacenses. La disputa entre el rey y la Iglesia tuvo su origen en 1140, cuando murió el arzobispo Thurstan de York. Entonces estalló un debate entre un grupo de reformadores radicados en York y apoyados por Bernardo de Claraval, jefe de la orden cisterciense, que prefería a Guillermo de Rievaulx como nuevo arzobispo, mientras Esteban y su hermano Enrique preferían a varios parientes de Blois. La enemistad entre Enrique y Bernardo se hizo cada vez más personal, ya que el primero usó su autoridad como legado papal para nombrar a su sobrino Guillermo de York para el cargo en 1144, solo para descubrir que, cuando falleció el papa Inocencio II en 1145, Bernardo pudo obtener la anulación del nombramiento por la Santa Sede; había convencido al papa Eugenio III para revocar la decisión de Enrique en 1147, destituir a Guillermo y nombrar a Henri Murdac como arzobispo en su lugar.
Esteban estaba furioso por lo que él veía como una injerencia papal, potencialmente amenazante, a su autoridad real e inicialmente rehusó permitir que Murdac entrara en Inglaterra. Cuando Teobaldo, arzobispo de Canterbury, se dirigió a consultar con el romano pontífice sobre el asunto en contra de los deseos del rey, también se le denegó su regreso a Inglaterra y fueron expropiados sus propiedades. Esteban también cortó sus vínculos con la orden cisterciense y se volcó a los cluniacenses, de los cuales era miembro su hermano.
No obstante, la presión para afianzar a su hijo Eustaquio como heredero legítimo continuaba creciendo. Entregó a su hijo el condado de Boulogne en 1147, pero no quedó claro si heredaría Inglaterra. La opción preferida de Esteban era coronarlo en vida, como era costumbre en Francia, aunque no era la práctica habitual en Inglaterra, pero el papa Celestino II, durante su breve mandato entre 1143 y 1144, había prohibido alterar esta práctica. Como la única persona que podía coronar a Eustaquio era el arzobispo Teobaldo, quien rechazó hacerlo sin acordarlo con el entonces papa, Eugenio III, el asunto llegó a un punto muerto. A fines de 1148, Esteban y Teobaldo llegaron a un compromiso temporal que permitió al arzobispo regresar a Inglaterra. Teobaldo fue designado legado papal en 1151, lo que aumentó su autoridad. Después, el rey hizo un nuevo intento de coronar a su hijo en la Pascua de 1152; reunió a sus nobles para jurar lealtad a su hijo e insistió en que Teobaldo y sus obispos lo ungieran como rey. Cuando el arzobispo se rehusó una vez más, Esteban y Eustaquio le encarcelaron junto a los obispos y negaron su liberación a menos que accedieran a la coronación. Teobaldo escapó de nuevo al exilio temporal en Flandes y fue perseguido hasta la costa por los caballeros del rey, lo que marcó un punto bajo en la relación de Esteban con la Iglesia.

### Acuerdos y paz

Mapa político de Inglaterra en 1153; el rojo indica esas áreas estuvieron bajo el control de Esteban, el azul por los angevinos, el gris por los galeses indígenas, el crema por Ranulfo de Chester y Roberto de Leicester, el verde por David I de Escocia.

Enrique FitzEmpress regresó a Inglaterra nuevamente a comienzos de 1153 con un pequeño ejército, apoyado en el norte y este de Inglaterra por Ranulfo de Chester y Hugo Bigod. El castillo en Malmesbury fue asediado por las fuerzas invasoras y el rey respondió marchando al oeste con un ejército para liberarlo. Intentó sin éxito empujar al ejército más pequeño de Enrique a luchar en una batalla decisiva cerca del Avon. Ante el clima cada vez más invernal, Esteban acordó una tregua temporal y regresó a Londres, lo que permitió que Enrique viajara al norte a través de las Tierras Medias, donde Roberto de Beaumont, conde de Leicester, anunció su apoyo a la causa angevina. A pesar de los modestos éxitos militares, Enrique y sus aliados ya controlaban el sudoeste, las Tierras Medias y gran parte del norte de Inglaterra.
Durante el verano, Esteban intensificó el largo asedio del castillo de Wallingford en un intento final de tomar este importante bastión angevino. La caída de Wallingford parecía inminente y Enrique marchó hacia el sur, en un intento de liberar la fortaleza con un pequeño ejército con el que rodearía los sitiadores. Ante la noticia, Esteban reunió más tropas y marchó desde Oxford; en julio los dos bandos se enfrentaron en Wallingford cerca del Támesis. En este punto de la guerra, los barones de ambos bandos parecían ansiosos por evitar una batalla abierta. Como resultado, en lugar de una batalla, los miembros de la Iglesia negociaron una tregua, para disgusto de los dos líderes.
Después de Wallingford, ambos hablaron en privado sobre el posible final de la guerra; sin embargo, el hijo de Esteban, Eustaquio, estaba furioso por el resultado pacífico en Wallingford. Abandonó a su padre y regresó a su casa en Cambridge para reunir más fondos para una nueva campaña, donde enfermó y murió el mes siguiente. La muerte de Eustaquio eliminó un pretendiente al trono y fue políticamente conveniente para quienes buscaban una paz permanente en Inglaterra. No obstante, es posible que Esteban ya había comenzado a considerar pasar por alto a su hijo; el historiador Edmund King observó que, por ejemplo, los derechos de Eustaquio sobre el trono no fueron mencionados en las discusiones en Wallingford y esto pudo haber incitado su ira.
Los combates continuaron después de Wallingford, pero de una manera más bien desganada. Esteban perdió las ciudades de Oxford y Stamford, que cayeron en manos de Enrique, mientras el rey seguía combatiendo a Hugo Bigod en el este de Inglaterra, pero el castillo de Nottingham sobrevivió a un intento angevino de captura. Mientras tanto, Enrique de Blois y el arzobispo Teobaldo de Canterbury se reunieron en un esfuerzo por negociar una paz permanente entre los dos bandos y presionaron al rey para que aceptara un acuerdo. Los dos ejércitos se encontraron nuevamente en Winchester, donde ambos líderes ratificaron los términos de una paz permanente en noviembre. Esteban anunció el Tratado de Winchester en la catedral de Winchester, en el que reconoció a Enrique FitzEmpress como hijo adoptivo y sucesor, a cambio de que este le rindiera homenaje; el rey prometió escuchar consejo de su sucesor, pero reteniendo sus poderes reales; el segundo hijo varón del rey, Guillermo, también daría homenaje al nuevo sucesor y renunciaría a su pretensión al trono, a cambio de promesas de seguridad sobre sus tierras; los garantes mantendrían los castillos reales clave en nombre de Enrique, pero Esteban tendría acceso a las fortalezas de su sucesor; los mercenarios extranjeros serían desmovilizados y enviados a sus hogares. Esteban y Enrique sellaron el tratado con un beso de paz en la catedral.

## Muerte
La decisión de reconocer a Enrique como heredero no necesariamente era, en ese momento, la solución final a la guerra civil. A pesar de la emisión de nuevas reformas monetarias y administrativas, podría haber vivido por muchos años más, aunque la posición de su sucesor en el continente estaba lejos de ser segura. Si bien su hijo Guillermo era joven y no estaba preparado para desafiar a Enrique por el trono en 1153, la situación pudo haber cambiado en años posteriores. Hubo rumores generalizados durante 1154 de que Guillermo, por ejemplo, planeaba asesinar a su hermano adoptivo. El historiador Graham White describió el Tratado de Winchester como una «paz precaria», en sintonía con el juicio de la mayoría de los historiadores modernos de que la situación a fines de 1153 todavía era incierta e impredecible.
Lo cierto es que quedaban por resolver muchos problemas, como el restablecimiento de la autoridad real sobre las provincias y la solución de la compleja cuestión de qué barones debían controlar las tierras y propiedades en disputa después de la prolongada guerra civil. El rey volvió a sus actividades a principios de 1154 y recorrió el reino. Comenzó a emitir órdenes reales para el sudoeste de Inglaterra nuevamente y viajó a York, donde presidió una importante corte en un intento de convencer a los barones del norte que la autoridad real se estaba reafirmando. Sin embargo, después de un verano ocupado en 1154, llegó a Dover para encontrarse con Teodorico de Alsacia, conde de Flandes; algunos historiadores creen que el rey ya estaba enfermo y se preparaba para resolver asuntos familiares. Enfermó de un trastorno estomacal y murió el 25 de octubre en el priorato local. Fue enterrado en la abadía de Faversham con su esposa Matilde y su hijo Eustaquio.

## Legado

### Eventos posteriores
Después de la muerte de Esteban, Enrique FitzEmpress (ya Enrique II) ascendió al trono de Inglaterra y restableció vigorosamente la autoridad real después de la guerra civil, desmanteló castillos e incrementó los ingresos, aunque varias de estas tendencias habían comenzado durante la administración anterior. La destrucción de los castillos durante el reinado de Enrique II no fue tan dramática como se pensaba y, aunque restauró los ingresos reales, la economía de Inglaterra permaneció básicamente sin cambios con ambos gobernantes. El segundo hijo varón de Esteban, Guillermo I de Blois, fue nombrado conde de Surrey por Enrique II y prosperó bajo el nuevo soberano, con algunas tensiones ocasionales. María de Boulogne también sobrevivió a su padre, quien la había enviado a un convento, pero después de su muerte abandonó el hábito y se casó. Otro de sus hijos varones, Balduino, y su segunda hija, Matilde, habían muerto antes de 1147 y fueron enterrados en el Holy Trinity Priory de Aldgate. Esteban probablemente tuvo tres hijos ilegítimos, Gervase, Ralph y Americ, con su amante Damette; Gervase fue abad de Westminster en 1138, pero después de la muerte de su padre, fue destituido por Enrique II en 1157 y murió poco después.

### Valoraciones historiográficas

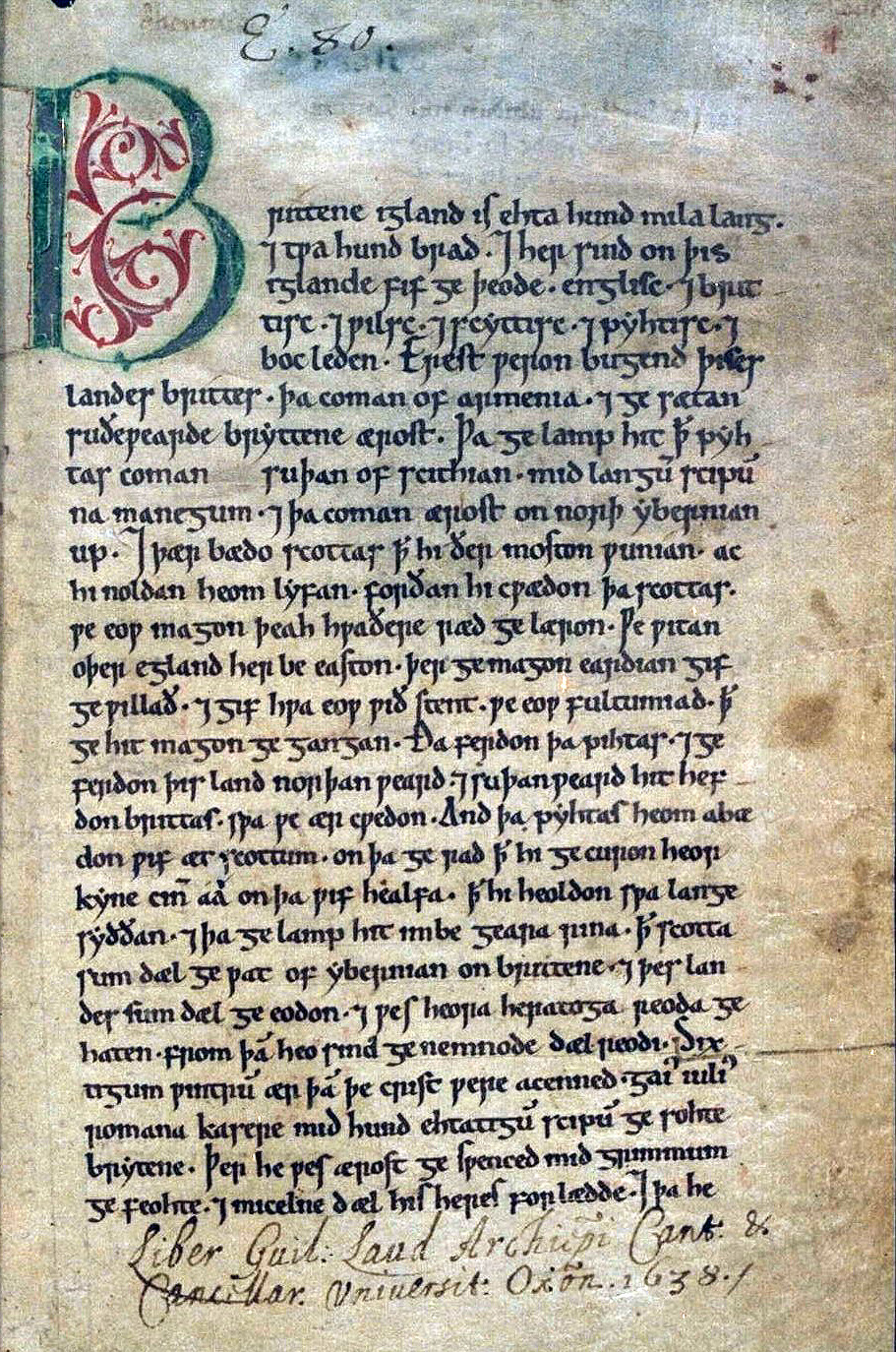
Primera página del elemento de Peterborough de la Crónica anglosajona, escrita alrededor de 1150, una de los manuscritos que detalla los eventos del reinado de Esteban.

Gran parte de la historia moderna de su reinado se basa en relatos de cronistas que vivieron en o a mediados del siglo XII, que formaron un relato relativamente abundante del período. Las principales historias de los cronistas tienen marcados sesgos regionales en la forma en que describieron los eventos dispares. Varias de las principales crónicas provienen del sudoeste de Inglaterra, como la Gesta Stephani (Hechos de Esteban) y la Historia Novella (Nueva historia) de Guillermo de Malmesbury. En Normandía, Orderico Vital escribió su Historia eclesiástica —que abarca el reinado hasta 1141— y Roberto de Torigni escribió un relato posterior del resto del período. Enrique de Huntingdon, quien vivía en el este de Inglaterra, produjo Historia Anglorum (Historia de Inglaterra), que proporciona un relato regional del reinado. La Crónica anglosajona había llegado a su apogeo en la época de Esteban, pero es recordada por su sorprendente descripción de las condiciones durante «la Anarquía». La mayoría de las crónicas tienen algún prejuicio a favor o en contra de Esteban, Roberto de Gloucester u otras figuras clave en el conflicto. Quienes escribieron para la Iglesia después de los acontecimientos del reinado —como Juan de Salisbury, por ejemplo— ilustraron al rey como un tirano debido a sus pleitos con el arzobispo de Canterbury; por el contrario, los clérigos de Durham lo consideraban un salvador por su contribución a la derrota de los escoceses en la batalla del Estandarte. Las crónicas posteriores escritas durante el reinado de Enrique II fueron generalmente más negativas: por ejemplo, Walter Map lo describió como «un caballero excelente, pero en otros aspectos casi un tonto». Durante el reinado de Esteban se emitieron varias cartas que frecuentemente daban detalles de los eventos actuales o la rutina diaria; estos han sido muy utilizados como fuentes por los historiadores modernos.
Los historiadores de la tradición whiggish que surgieron durante el período victoriano concibieron un proceso progresivo y universalista de desarrollo político y económico en Inglaterra durante el período medieval. William Stubbs se enfocó en estos aspectos constitucionales del reinado de Esteban en La historia constitucional de Inglaterra de 1874, que despertó un interés perdurable en Esteban y su reinado. El análisis de Stubbs —centrado en el desorden del período— influyó en su alumno John Horace Round el acuñar el término «la Anarquía» para describir dicho período, una etiqueta que, aunque a veces se critica, continúa empleándose en la actualidad. El erudito victoriano tardío Frederic William Maitland también introdujo la posibilidad de que este reinado marcó un punto de inflexión en la historia legal inglesa: la llamada «crisis de tenencia».
Esteban sigue siendo un tema popular para el estudio histórico: David Crouch sugirió que, después de Juan I, es «posiblemente el rey medieval [del que] más [se escribe en] Inglaterra». Los historiadores modernos varían en sus evaluaciones como rey. La biografía del historiador R. H. Davis presentó la imagen de un monarca débil: un líder militar capaz en el campo de batalla, muy activo y agradable, pero, «bajo la superficie[, ...] desconfiado y disimulado», con un juicio estratégico mediocre que al final socavó su reinado. La falta de buen juicio político y su mal manejo de asuntos internacionales —que provocaron la pérdida de Normandía y su consiguiente incompetencia para ganar la guerra civil en Inglaterra— también fue resaltada por otro de sus biógrafos, David Crouch. El historiador y biógrafo Edmund King —en tanto hace una descripción ligeramente más positiva que Davis— también concluyó que —pese a que era un líder estoico, piadoso y afable— era raramente, si es que lo era, su propio hombre, ya que generalmente confiaba en personajes más fuertes como su hermano o esposa. El historiador Keith Stringer ofreció una representación más positiva de Esteban, con el argumento de que su fracaso final como rey fue el resultado de presiones externas sobre el Estado normando, más que el resultado de fallas personales.

### Representaciones populares
Esteban y su reinado han servido de inspiración ocasional en la ficción histórica. Él y sus seguidores aparecen en la serie de detectives históricos de la novelista inglesa Ellis Peters sobre el personaje Hermano Cadfael, ambientada entre 1137 y 1145. La descripción de Peters sobre su reinado es una narración esencialmente local, centrada en la ciudad de Shrewsbury y sus alrededores. Peters describió a Esteban como un «hombre tolerante» y un «gobernante razonable», a pesar de la ejecución de los defensores de Shrewsbury después de la toma de la ciudad en 1138. En contraste, es representado incompasivo en la novela histórica Los pilares de la Tierra de Ken Follett y la adaptación televisiva homónima.

## Descendencia
Esteban de Blois se casó con Matilde de Boulogne en 1125. De este matrimonio nacieron:
- Balduino (muerto en o antes de 1135).
- Matilde (muerta antes de 1141): se casó en la infancia con Galerano de Beaumont, conde de Meulan.
- Eustaquio (c. 1130-1153): nombrado conde de Boulogne en 1146.
- Guillermo (c. 1135-1159): sucedió a su hermano mayor como conde de Boulogne en 1153.
- María (c. 1136-1182): sucedió a su hermano como condesa de Boulogne en 1159.

También se conocen hijos ilegítimos con una cortesana llamada Damette:
- Gervase, abad de Westminster.
- Ralph.
- Almaric.

## Genealogía
| \| \| \| \| \| \| \| \| \| \| \| \| \| \| \| \| \| \| \| \| \| Matilde de Flandes[288] \| Matilde de Flandes[288] \| Matilde de Flandes[288] \| Matilde de Flandes[288] \| Matilde de Flandes[288] \| Matilde de Flandes[288] \| \| \| Guillermo I el Conquistador[288] \| Guillermo I el Conquistador[288] \| Guillermo I el Conquistador[288] \| Guillermo I el Conquistador[288] \| Guillermo I el Conquistador[288] \| Guillermo I el Conquistador[288] \| \| \| \| \| \| \| \| \| \| \| \| \| \| \| \| \| \| \| \| \| \| \| \| \| \| \| \| \| \| \| \| \| \| \| \| \| \| \| \| \| \| \| \| Matilde de Flandes[288] \| Matilde de Flandes[288] \| Matilde de Flandes[288] \| Matilde de Flandes[288] \| Matilde de Flandes[288] \| Matilde de Flandes[288] \| \| \| Guillermo I el Conquistador[288] \| Guillermo I el Conquistador[288] \| Guillermo I el Conquistador[288] \| Guillermo I el Conquistador[288] \| Guillermo I el Conquistador[288] \| Guillermo I el Conquistador[288] \| \| \| \| \| \| \| \| \| \| \| \| \| \| \| \| \| \| \| \| \| \| \| \| \| \| \| \| \| \| \| \| \| \| \| \| \| \| \| \| \| \| \| \| \| \| \| \| \| \| \| \| \| \| \| \| \| \| \| \| \| \| \| \| \| \| \| \| \| \| \| \| \| \| \| \| \| \| \| \| \| \| \| \| \| \| \| \| \| \| \| \| \| \| \| \| \| \| \| \| \| \| \| \| \| \| \| \| \| \| \| \| \| \| \| \| \| \| \| \| \| \| \| \| \| \| \| \| \| \| \| \| \| \| \| \| \| \| Teobaldo III de Blois[288] \| Teobaldo III de Blois[288] \| Teobaldo III de Blois[288] \| Teobaldo III de Blois[288] \| Teobaldo III de Blois[288] \| Teobaldo III de Blois[288] \| \| \| \| \| \| \| \| \| \| \| \| \| \| \| Margarita de Wessex \| Margarita de Wessex \| Margarita de Wessex \| Margarita de Wessex \| Margarita de Wessex \| Margarita de Wessex \| \| \| Malcolm III de Escocia \| Malcolm III de Escocia \| Malcolm III de Escocia \| Malcolm III de Escocia \| Malcolm III de Escocia \| Malcolm III de Escocia \| \| \| \| \| \| \| \| \| \| \| \| \| \| \| \| \| \| \| \| \| \| \| \| Teobaldo III de Blois[288] \| Teobaldo III de Blois[288] \| Teobaldo III de Blois[288] \| Teobaldo III de Blois[288] \| Teobaldo III de Blois[288] \| Teobaldo III de Blois[288] \| \| \| \| \| \| \| \| \| \| \| \| \| \| \| Margarita de Wessex \| Margarita de Wessex \| Margarita de Wessex \| Margarita de Wessex \| Margarita de Wessex \| Margarita de Wessex \| \| \| Malcolm III de Escocia \| Malcolm III de Escocia \| Malcolm III de Escocia \| Malcolm III de Escocia \| Malcolm III de Escocia \| Malcolm III de Escocia \| \| \| \| \| \| \| \| \| \| \| \| \| \| \| \| \| \| \| \| \| \| \| \| \| \| \| \| \| \| \| \| \| \| \| \| \| \| \| \| \| \| \| \| \| \| \| \| \| \| \| \| \| \| \| \| \| \| \| \| \| \| \| \| \| \| \| \| \| \| \| \| \| \| \| \| \| \| \| \| \| \| \| \| \| \| \| \| \| \| \| \| \| \| \| \| \| \| \| \| \| \| \| \| \| \| \| \| \| \| \| \| \| \| \| \| \| \| \| \| \| \| \| \| \| \| \| \| \| \| \| \| \| \| \| \| \| \| Esteban II Enrique de Blois \| Esteban II Enrique de Blois \| Esteban II Enrique de Blois \| Esteban II Enrique de Blois \| Esteban II Enrique de Blois \| Esteban II Enrique de Blois \| \| \| Adela de Normandía \| Adela de Normandía \| Adela de Normandía \| Adela de Normandía \| Adela de Normandía \| Adela de Normandía \| \| \| David I de Escocia \| David I de Escocia \| David I de Escocia \| David I de Escocia \| David I de Escocia \| David I de Escocia \| \| \| María de Escocia \| María de Escocia \| María de Escocia \| María de Escocia \| María de Escocia \| María de Escocia \| \| \| Matilde de Escocia \| Matilde de Escocia \| Matilde de Escocia \| Matilde de Escocia \| Matilde de Escocia \| Matilde de Escocia \| \| \| Enrique I de Inglaterra \| Enrique I de Inglaterra \| Enrique I de Inglaterra \| Enrique I de Inglaterra \| Enrique I de Inglaterra \| Enrique I de Inglaterra \| \| \| \| \| \| \| \| \| \| \| \| Esteban II Enrique de Blois \| Esteban II Enrique de Blois \| Esteban II Enrique de Blois \| Esteban II Enrique de Blois \| Esteban II Enrique de Blois \| Esteban II Enrique de Blois \| \| \| Adela de Normandía \| Adela de Normandía \| Adela de Normandía \| Adela de Normandía \| Adela de Normandía \| Adela de Normandía \| \| \| David I de Escocia \| David I de Escocia \| David I de Escocia \| David I de Escocia \| David I de Escocia \| David I de Escocia \| \| \| María de Escocia \| María de Escocia \| María de Escocia \| María de Escocia \| María de Escocia \| María de Escocia \| \| \| Matilde de Escocia \| Matilde de Escocia \| Matilde de Escocia \| Matilde de Escocia \| Matilde de Escocia \| Matilde de Escocia \| \| \| Enrique I de Inglaterra \| Enrique I de Inglaterra \| Enrique I de Inglaterra \| Enrique I de Inglaterra \| Enrique I de Inglaterra \| Enrique I de Inglaterra \| \| \| \| \| \| \| \| \| \| \| \| \| \| \| \| \| \| \| \| \| \| \| \| \| \| \| \| \| \| \| \| \| \| \| \| \| \| \| \| \| \| \| \| \| \| \| \| \| \| \| \| \| \| \| \| \| \| \| \| \| \| \| \| \| \| \| \| \| \| \| \| \| \| \| \| \| \| \| \| \| \| \| \| \| \| \| \| \| \| \| \| \| \| \| \| \| \| \| \| \| \| \| \| \| \| \| \| \| \| \| \| \| \| \| \| \| \| \| \| \| \| \| \| \| \| Teobaldo de Blois \| Teobaldo de Blois \| Teobaldo de Blois \| Teobaldo de Blois \| Teobaldo de Blois \| Teobaldo de Blois \| \| \| Enrique de Blois \| Enrique de Blois \| Enrique de Blois \| Enrique de Blois \| Enrique de Blois \| Enrique de Blois \| \| \| Esteban de Blois \| Esteban de Blois \| Esteban de Blois \| Esteban de Blois \| Esteban de Blois \| Esteban de Blois \| \| \| Matilde de Boulogne \| Matilde de Boulogne \| Matilde de Boulogne \| Matilde de Boulogne \| Matilde de Boulogne \| Matilde de Boulogne \| \| \| Matilde de Inglaterra \| Matilde de Inglaterra \| Matilde de Inglaterra \| Matilde de Inglaterra \| Matilde de Inglaterra \| Matilde de Inglaterra \| \| \| Guillermo Adelin \| Guillermo Adelin \| Guillermo Adelin \| Guillermo Adelin \| Guillermo Adelin \| Guillermo Adelin \| \| \| Roberto de Gloucester \| Roberto de Gloucester \| Roberto de Gloucester \| Roberto de Gloucester \| Roberto de Gloucester \| Roberto de Gloucester \| \| \| \| Teobaldo de Blois \| Teobaldo de Blois \| Teobaldo de Blois \| Teobaldo de Blois \| Teobaldo de Blois \| Teobaldo de Blois \| \| \| Enrique de Blois \| Enrique de Blois \| Enrique de Blois \| Enrique de Blois \| Enrique de Blois \| Enrique de Blois \| \| \| Esteban de Blois \| Esteban de Blois \| Esteban de Blois \| Esteban de Blois \| Esteban de Blois \| Esteban de Blois \| \| \| Matilde de Boulogne \| Matilde de Boulogne \| Matilde de Boulogne \| Matilde de Boulogne \| Matilde de Boulogne \| Matilde de Boulogne \| \| \| Matilde de Inglaterra \| Matilde de Inglaterra \| Matilde de Inglaterra \| Matilde de Inglaterra \| Matilde de Inglaterra \| Matilde de Inglaterra \| \| \| Guillermo Adelin \| Guillermo Adelin \| Guillermo Adelin \| Guillermo Adelin \| Guillermo Adelin \| Guillermo Adelin \| \| \| Roberto de Gloucester \| Roberto de Gloucester \| Roberto de Gloucester \| Roberto de Gloucester \| Roberto de Gloucester \| Roberto de Gloucester \| \| \| |                             |                             |                             |                             |                             |  |  |                    |                    |                    |                    |                    |                    |  |  |                    |                    |                    |                    |                     |                     |                     |                     |                     |                     |                     |                     |                             |                             |                             |                             |                             |                             |                       |                       |                       |                       |  |  |                         |                         |                         |                         |                         |                         |  |  |                       |                       |                       |                       |                       |                       |  |  |
| |                             |                             |                             |                             |                             |  |  |                    |                    |                    |                    |                    |                    |  |  |                    |                    |                    |                    | Matilde de Flandes  | Matilde de Flandes  | Matilde de Flandes  | Matilde de Flandes  | Matilde de Flandes  | Matilde de Flandes  |                     |                     | Guillermo I el Conquistador | Guillermo I el Conquistador | Guillermo I el Conquistador | Guillermo I el Conquistador | Guillermo I el Conquistador | Guillermo I el Conquistador |                       |                       |                       |                       |  |  |                         |                         |                         |                         |                         |                         |  |  |                       |                       |                       |                       |                       |                       |  |  |
| |                             |                             |                             |                             |                             |  |  |                    |                    |                    |                    |                    |                    |  |  |                    |                    |                    |                    | Matilde de Flandes  | Matilde de Flandes  | Matilde de Flandes  | Matilde de Flandes  | Matilde de Flandes  | Matilde de Flandes  |                     |                     | Guillermo I el Conquistador | Guillermo I el Conquistador | Guillermo I el Conquistador | Guillermo I el Conquistador | Guillermo I el Conquistador | Guillermo I el Conquistador |                       |                       |                       |                       |  |  |                         |                         |                         |                         |                         |                         |  |  |                       |                       |                       |                       |                       |                       |  |  |
| |                             |                             |                             |                             |                             |  |  |                    |                    |                    |                    |                    |                    |  |  |                    |                    |                    |                    |                     |                     |                     |                     |                     |                     |                     |                     |                             |                             |                             |                             |                             |                             |                       |                       |                       |                       |  |  |                         |                         |                         |                         |                         |                         |  |  |                       |                       |                       |                       |                       |                       |  |  |
| |                             |                             |                             |                             |                             |  |  |                    |                    |                    |                    |                    |                    |  |  |                    |                    |                    |                    |                     |                     |                     |                     |                     |                     |                     |                     |                             |                             |                             |                             |                             |                             |                       |                       |                       |                       |  |  |                         |                         |                         |                         |                         |                         |  |  |                       |                       |                       |                       |                       |                       |  |  |
| Teobaldo III de Blois | Teobaldo III de Blois       | Teobaldo III de Blois       | Teobaldo III de Blois       | Teobaldo III de Blois       | Teobaldo III de Blois       |  |  |                    |                    |                    |                    |                    |                    |  |  |                    |                    |                    |                    | Margarita de Wessex | Margarita de Wessex | Margarita de Wessex | Margarita de Wessex | Margarita de Wessex | Margarita de Wessex |                     |                     | Malcolm III de Escocia      | Malcolm III de Escocia      | Malcolm III de Escocia      | Malcolm III de Escocia      | Malcolm III de Escocia      | Malcolm III de Escocia      |                       |                       |                       |                       |  |  |                         |                         |                         |                         |                         |                         |  |  |                       |                       |                       |                       |                       |                       |  |  |
| Teobaldo III de Blois | Teobaldo III de Blois       | Teobaldo III de Blois       | Teobaldo III de Blois       | Teobaldo III de Blois       | Teobaldo III de Blois       |  |  |                    |                    |                    |                    |                    |                    |  |  |                    |                    |                    |                    | Margarita de Wessex | Margarita de Wessex | Margarita de Wessex | Margarita de Wessex | Margarita de Wessex | Margarita de Wessex |                     |                     | Malcolm III de Escocia      | Malcolm III de Escocia      | Malcolm III de Escocia      | Malcolm III de Escocia      | Malcolm III de Escocia      | Malcolm III de Escocia      |                       |                       |                       |                       |  |  |                         |                         |                         |                         |                         |                         |  |  |                       |                       |                       |                       |                       |                       |  |  |
| |                             |                             |                             |                             |                             |  |  |                    |                    |                    |                    |                    |                    |  |  |                    |                    |                    |                    |                     |                     |                     |                     |                     |                     |                     |                     |                             |                             |                             |                             |                             |                             |                       |                       |                       |                       |  |  |                         |                         |                         |                         |                         |                         |  |  |                       |                       |                       |                       |                       |                       |  |  |
| |                             |                             |                             |                             |                             |  |  |                    |                    |                    |                    |                    |                    |  |  |                    |                    |                    |                    |                     |                     |                     |                     |                     |                     |                     |                     |                             |                             |                             |                             |                             |                             |                       |                       |                       |                       |  |  |                         |                         |                         |                         |                         |                         |  |  |                       |                       |                       |                       |                       |                       |  |  |
| Esteban II Enrique de Blois | Esteban II Enrique de Blois | Esteban II Enrique de Blois | Esteban II Enrique de Blois | Esteban II Enrique de Blois | Esteban II Enrique de Blois |  |  | Adela de Normandía | Adela de Normandía | Adela de Normandía | Adela de Normandía | Adela de Normandía | Adela de Normandía |  |  | David I de Escocia | David I de Escocia | David I de Escocia | David I de Escocia | David I de Escocia  | David I de Escocia  |                     |                     | María de Escocia    | María de Escocia    | María de Escocia    | María de Escocia    | María de Escocia            | María de Escocia            |                             |                             | Matilde de Escocia          | Matilde de Escocia          | Matilde de Escocia    | Matilde de Escocia    | Matilde de Escocia    | Matilde de Escocia    |  |  | Enrique I de Inglaterra | Enrique I de Inglaterra | Enrique I de Inglaterra | Enrique I de Inglaterra | Enrique I de Inglaterra | Enrique I de Inglaterra |  |  |                       |                       |                       |                       |                       |                       |  |  |
| Esteban II Enrique de Blois | Esteban II Enrique de Blois | Esteban II Enrique de Blois | Esteban II Enrique de Blois | Esteban II Enrique de Blois | Esteban II Enrique de Blois |  |  | Adela de Normandía | Adela de Normandía | Adela de Normandía | Adela de Normandía | Adela de Normandía | Adela de Normandía |  |  | David I de Escocia | David I de Escocia | David I de Escocia | David I de Escocia | David I de Escocia  | David I de Escocia  |                     |                     | María de Escocia    | María de Escocia    | María de Escocia    | María de Escocia    | María de Escocia            | María de Escocia            |                             |                             | Matilde de Escocia          | Matilde de Escocia          | Matilde de Escocia    | Matilde de Escocia    | Matilde de Escocia    | Matilde de Escocia    |  |  | Enrique I de Inglaterra | Enrique I de Inglaterra | Enrique I de Inglaterra | Enrique I de Inglaterra | Enrique I de Inglaterra | Enrique I de Inglaterra |  |  |                       |                       |                       |                       |                       |                       |  |  |
| |                             |                             |                             |                             |                             |  |  |                    |                    |                    |                    |                    |                    |  |  |                    |                    |                    |                    |                     |                     |                     |                     |                     |                     |                     |                     |                             |                             |                             |                             |                             |                             |                       |                       |                       |                       |  |  |                         |                         |                         |                         |                         |                         |  |  |                       |                       |                       |                       |                       |                       |  |  |
| |                             |                             |                             |                             |                             |  |  |                    |                    |                    |                    |                    |                    |  |  |                    |                    |                    |                    |                     |                     |                     |                     |                     |                     |                     |                     |                             |                             |                             |                             |                             |                             |                       |                       |                       |                       |  |  |                         |                         |                         |                         |                         |                         |  |  |                       |                       |                       |                       |                       |                       |  |  |
| Teobaldo de Blois | Teobaldo de Blois           | Teobaldo de Blois           | Teobaldo de Blois           | Teobaldo de Blois           | Teobaldo de Blois           |  |  | Enrique de Blois   | Enrique de Blois   | Enrique de Blois   | Enrique de Blois   | Enrique de Blois   | Enrique de Blois   |  |  | Esteban de Blois   | Esteban de Blois   | Esteban de Blois   | Esteban de Blois   | Esteban de Blois    | Esteban de Blois    |                     |                     | Matilde de Boulogne | Matilde de Boulogne | Matilde de Boulogne | Matilde de Boulogne | Matilde de Boulogne         | Matilde de Boulogne         |                             |                             | Matilde de Inglaterra       | Matilde de Inglaterra       | Matilde de Inglaterra | Matilde de Inglaterra | Matilde de Inglaterra | Matilde de Inglaterra |  |  | Guillermo Adelin        | Guillermo Adelin        | Guillermo Adelin        | Guillermo Adelin        | Guillermo Adelin        | Guillermo Adelin        |  |  | Roberto de Gloucester | Roberto de Gloucester | Roberto de Gloucester | Roberto de Gloucester | Roberto de Gloucester | Roberto de Gloucester |  |  |
| Teobaldo de Blois | Teobaldo de Blois           | Teobaldo de Blois           | Teobaldo de Blois           | Teobaldo de Blois           | Teobaldo de Blois           |  |  | Enrique de Blois   | Enrique de Blois   | Enrique de Blois   | Enrique de Blois   | Enrique de Blois   | Enrique de Blois   |  |  | Esteban de Blois   | Esteban de Blois   | Esteban de Blois   | Esteban de Blois   | Esteban de Blois    | Esteban de Blois    |                     |                     | Matilde de Boulogne | Matilde de Boulogne | Matilde de Boulogne | Matilde de Boulogne | Matilde de Boulogne         | Matilde de Boulogne         |                             |                             | Matilde de Inglaterra       | Matilde de Inglaterra       | Matilde de Inglaterra | Matilde de Inglaterra | Matilde de Inglaterra | Matilde de Inglaterra |  |  | Guillermo Adelin        | Guillermo Adelin        | Guillermo Adelin        | Guillermo Adelin        | Guillermo Adelin        | Guillermo Adelin        |  |  | Roberto de Gloucester | Roberto de Gloucester | Roberto de Gloucester | Roberto de Gloucester | Roberto de Gloucester | Roberto de Gloucester |  |  |